# 食戟之靈角色列表
食戟之靈角色列表為日本漫画《食戟之靈》及其衍生作品登場的角色。

## 主要角色
幸平創真（Souma Yukihira，配音：松岡禎丞（日本）；何志威、詹雅菁〈童年時期〉（台灣）；鍾見麟、曹啟謙〈代配〉、雷碧娜〈童年時期〉（香港））
生日：11/6 ；血型：B ；身高：171（入學時）
本作的主角。幸平餐館店長城一郎的兒子，左眉附近有切傷的疤痕。遠月學園高等部一年級→二年級生(漫畫264)。
從三歲開始學習烹飪，在廚房生活了12年，累積了作為廚師的豐富實戰經驗，有相當不錯的實力基礎。擅長於大眾口味的風格，以平民料理為出發點，再以傑出的想像力，創造出許多創意料理。認為食材價格不是決定料理的勝敗關鍵。曾說過在料理過程多話的廚師是不值得信任的。
立志要超越父親並繼承幸平餐館。至今從沒贏過城一郎，戰績0勝491敗(至漫畫二百回之前)。本身有很大的求勝心與自信心，不會因為對手強大而有輸了是理所當然的想法，反而不斷從失敗中獲得經驗而成長。這也是他毫不畏懼面對強敵的緣故。
性格開朗，擅於交際，很容易跟他人打成一片。但跟父親一樣有把開發奇特的恐怖料理給其他人吃的壞習慣。由於長年待在餐館自我修行，並沒有讀過正規的廚藝課程，因此對於部分料理認知上有所缺乏，但具有多年餐館經驗累積的應變能力，故遇到問題多能迎刃而解。
在入學考試中遇上主考官薙切繪里奈，以超過繪里奈預想的料理讓她一時沉醉不已。然而創真卻因為繪里奈不願承認而被判不及格，但事後遠月學園總帥親自品嚐剩下的料理，撤銷不及格的判決，使創真以插班生的身分進入遠月。剛入學便在開學典禮上說出「要把其他人都當墊腳石，登上頂點」的宣言，引起所有學生的公憤。
由於在各種比賽時的表現，讓黑暗料理人以為創真也是擁有「異能」，而在校內的各項比賽的表現也被幾乎所有同校的師生如此認為。但事實上的真相是：創真從懂事開始就被其父城一郎要求在餐館內接待客人，接著城一郎開始讓創真學習廚藝，隨後就是父子之間不斷的互相比劃廚藝。因為如此，其實創真是憑藉父親身為優秀廚師與自幼在飯館工作成長的先天環境優勢，再加上自己後天為超越父親而不斷的努力，所以料理的實力才會在身經百戰後還能往上提升，其實都是經過多次失敗之後重新振作的。知道這實情的只有包括城一郎、堂島銀、汐見潤、薙切仙左衛門、四宮小次郎、一色慧、大御堂美緒在內的少數人而已，其他人包括繪里奈、巧、緋紗子等人在內的絕大多數人都完全不知道。
住宿研修第二天時，不滿四宮小次郎將田所退學的理由，為了讓他撤銷這個決定而賭上食戟。後在堂島銀的同意下破例與田所一同以非正規食戟挑戰四宮，但堂島銀設下條件讓創真只能輔助田所進行這場食戟。創真雖然盡心協助田所，然而最後敗北讓他感到不甘。
於秋季選拔準決賽中，對上美作。因無法饒恕美作將料理當作踐踏他人的作法，答應與他進行食戟。不只賭上自己的廚具，甚至一旦戰敗就不再下廚的宣言，以要求美作賭上所有在食戟中贏來的廚具。最後以筑前煮為構思的煨燉牛肉5:0完封美作，替因美作而失去廚具的學生奪回。
在秋季選拔決賽時，與葉山亮和黑木場遼共同以秋刀魚為主題競賽，但在鑑別食材卻遠遠不及兩人，在近乎絕對劣勢的局面中，還以自己的方法做出與兩人毫不遜色料理。決賽最後判定由葉山獲勝，創真與黑木場並居第二。這是創真首次在真正意義上輸給父親以外的同儕，卻也激起了創真想與葉山再度對決，登上遠月第一的決心。
在與四宮的食戟中生存、預選賽中與熱門候補葉山並駕齊驅的表現、又先後擊敗愛麗絲與美作等強敵。面對了無數艱困的局面，創真憑藉自己的毅力度過一關又一關的難題。然而，即便創真有著如此多的實績，多數學生仍是不看好他，認為他絕對無法在決賽時與葉山和黑木場一較高下。城一郎曾言，創真作為廚師既沒有特別的天賦，也沒要求他一定做到廚師，但創真仍是不放棄的堅持到現在。認為創真與其他人不同的是，他缺乏常人所謂的「因為對方太強，所以輸是沒有辦法」的想法，面對自己的不足能平靜的面對，並不斷摸索補足的辦法。學生們不願承認創真的原因之一，就是一旦認可了他，就等於承認自己沒有努力的事實。
秋季選拔結束後不久，與新戶緋沙子共同於三田村洋食進行實地研修。對於這間餐館的現狀不抱持樂觀態度，點醒當時尚未注意到危機的眾人，並提出預約制的方案。三田村洋食實地研修結束後，被派往四宮小次郎的SHINO's TOKYO進行第二部分的實地研修。由於以前所經手作過的料理幾乎都是單點或定食式的料理，但在四宮前輩的餐廳卻都是一整套的料理，因此在第二階段研修時便遭到瓶頸。從過程中找到自身的短處，並不抱持灰心態度而是積極去學習並克服，成功在研修中創作出以法式料理手法與親子丼結合的、屬於自己的餐點──鵪鶉鑲蛋燉飯，順利通過在四宮餐館的研修。
第二部分實地研修結束之後是最早回來極星寮的，一回來就被舍監告知創真的信箱被塞爆，幾乎全是要求食戟的戰帖。其中不乏高二以上的學長姐要求與創真對戰，顯見創真的實力已漸漸被認同。
在紅葉狩會與十傑接觸後，直接了當要求與十傑比試被拒，之後因為八席久我的口頭承諾而打算在學園祭與之比拚營業額，刻意選擇其店面對面且同樣是中華料理。第一天壓倒性慘敗陷入赤字，但在經過不斷改良以及逮住久我餐廳的一些缺失後，在第四日以新推出的獅子頭麻婆咖哩麵，拿下第四天單日的中央區營業額第一名，但最後的5天總計營業額還是沒能超越。
在學園總帥更替後，被前總帥仙左衛門登門拜訪，講明創真會入學遠月是自己向城一郎爭取，並希望創真能拯救繪里奈。在賭上極星寮存亡的食戟中，即使面對叡山枝津也各種卑劣的手段，最終以3:0成功守住極星寮。但知道叡山既沒事先做料理的準備（原本他不想下廚），也沒有使用必殺料理，所以很清楚對方沒用完整的實力。
保住極星寮之後，創真對前來訪問極星寮的薙切薊，稱呼其為前十傑與極星寮黃金時代的中村學長；並表達自己身為前十傑二席才波城一郎之子的事實，同被繪里奈聽到。與巧、田所至「狩獵殘黨」（消滅不服薊與CENTRAL的社團、研究會與同好會之活動）D組調查。親眼見到第四席茜久保桃的真正實力，但與CENTRAL的楠連太郎爆發衝突。
擔任第一席司瑛士的授課助理，展現優異的廚藝。司瑛士邀請加入CENTRAL，但創真拒絕。為了將創真帶入CENTRAL，司瑛士不惜賭上第一席，和創真展開以鹿肉、法式烹調手法為題目的對決。得知中村薊的真正目的是要消滅薊政權認為「不入流」的餐館(包括了三田村洋食和自家的幸平餐館)後，創真拒絕加入CENTRAL的意志更加堅定，拿出所有的本事，端出以鹿的後腿肉和栗子做成的料理，與司瑛士對抗。雖然最後落敗，但司瑛士因創真太難駕馭，決定當這場比試沒發生過。
在薊的陰謀下，升級考試令諸位寮生心慌，只有創真好像沒事般的去磨刀。此時繪里奈去其房間找創真，告知創真說明她與其父幸平（才波）城一郎相識的原由。其後，創真決定以自家的餐館特製的菜肴招待繪里奈。講明城一郎父子倆享受不拘一格的自由料理所帶來的樂趣。
升級考試第一場試驗與田所惠、吉野悠姬、薙切愛麗絲、黑木場遼分到同一組。在主考方的陰謀下被提供了最爛的食材。靠著繪里奈先前的指導，在最後半小時找到了頂級食材應戰，成功通過。
升級考試第二場試驗面臨無麵條與麥粉可用、無法外出購物的環境而要做北海道地方麵的主考方算計，依然照之前繪里奈講習提到馬鈴薯成分的應用，做出以馬鈴薯製麵與配料的豪雪烏龍麵，過關。
升級考試第三場試驗是對戰十傑成員，再度對上成為新十傑的葉山煌，卻一度陷入苦戰，雖有前第八席久我照紀的亂入協助，但被父親的摯友堂島認為不是很樂觀。但最後靠著自我突破而擊敗葉山。
升級考試到了第四場，存活下來的不從組只剩下自己、巧、繪里奈和田所惠，其餘皆因薊的陰謀下「陣亡」要面臨退學，為了要拯救這些同學，不惜向中村薊直接提出挑戰，雖說一開始被薊直接拒絕，但隨後父親城一郎突然出現，讓薊接受挑戰。
稍後，創真便向父親城一郎直接詢問當初為何會離開遠月的原因。與父親重新會面之後，被城一郎要求在此進行比試，結果當然還是城一郎獲勝因此父子之間的勝敗再添一筆，變成0勝491敗0和。不過也被其父發現創真的確有在持續進化，廚藝也越來越精湛。為了與薊等人一戰，被要求進行「聯隊食戟」的訓練，與繪里奈和父親同組，且亦與城一郎同步，讓繪里奈一開始目瞪口呆，最後三人合作無間的完成料理。
於聯隊食戟中第一BOUT·第三組中出戰，迎戰現十傑之一的紀之國寧寧，抽選比賽主題為蕎麥。以從小親身在餐館面對各式各樣的客人經驗，成功克服對蕎麥的認知不足，以擊倒紀之國寧寧，為不從組奪下第一勝。
於第二天聯隊食戟中第三BOUT中再次出場，並迎戰現十傑第四席齋藤綜明，抽選比賽主題為奶油。食材選用年糕和海鮮、蔬菜等，打算以奶油+年糕燉熬成「白醬」，做出類似法式燉菜的融合日式的創意料理-奶油雜燴飯稻荷壽司，迎戰齋藤綜明的奶油海鮮丼。最後在各個參賽者面前，擊敗齋藤綜明，為不從組贏得第三BOUT最終的勝利。
在第四輪短暫休息過後，和同為僅存成員的薙切繪里奈在聯隊食戟最終戰(第五輪)出戰，對決對手亦為僅存者的司和小林，第五輪為套餐形式，在比賽現場與繪理奈猜拳的結果，負責前菜部分，對戰小林龍膽。聯隊食戟最終結果由反動派聯盟獲勝，經薙切繪里奈推薦後成為十傑第一席。在「the blue」大賽出賽。
「the Blue」賽程中，與黑暗料理界的代表激戰，而後通過第一輪、第二輪，在第三輪時擊敗黑暗料理人核心之一的女軍官沙潔。而後被田所告知巧方面有異變，立即前去輔助巧，雖說與巧之間一開始稍有小嘴砲，但之後順利的攜手合作，擊敗對手。
在會場中某個房間外，與田所、巧、勇正好聽見了繪里奈與其母親間的爭執，得知WGO的特等評審員，也就是「the Blue」真正幕後藏鏡人——薙切真凪竟然是前前遠月總帥仙左衛門的獨女、薙切(中村)薊的妻子，也就是繪里奈的母親的真相。
在才波朝陽的表現下，黑暗料理人似乎將獲得最終勝利。才波朝陽因此獲得薙切真凪的誇獎，並答應將給予才波朝陽一個願望，才波朝陽的願望就是得到繪里奈，但被創真阻止。因此創真和才波朝陽在準決賽中進行對戰，除了要爭誰才是幸平(才波)城一郎的接班人之外，更是要搶回繪里奈，結果為創真勝利，並和繪里奈在決賽裏比賽。
在Blue對決，因未取得冠軍而不滿意。在結束2年級學業後的某一天，留一張紙條『我去海外修行，大概需要幾個月吧』，從此消失無蹤，十傑的工作全都交由葉山幫忙處理。離開遠月後，創真也成了所有新進生崇拜的對象，許多新生會模仿創真在左手繫上手巾。後續的三年級晉級考試缺席，所有的學習課程也全都翹掉，但最後還是畢業了。 (似乎是學園內的某人執行的決定，下令改成特別休學，接著直接改成畢業。)海外修行的途中，曾經因為廚刀而被海關扣留，但被認出身份後，很客氣地送創真離開。全世界愛好美食的人都尊稱為『主廚 ‧ 創真』不定期回到幸平餐館處經營，平時會被禮聘到海外各地製作料理。是否品嘗過『主廚 ‧ 創真』的料理，已成為全世界美食家之間的一種身分地位的象徵。修行的過程中，如果創出了一道自己覺得很滿意的新菜色，就會發簡訊給繪里奈，並趕回幸平餐館進行決鬥。由於決鬥需要評審，會由繪里奈發訊息通知90屆、91屆、92屆的十傑、極星寮等過去的對手和同伴，只有有空就會立即趕到幸平餐館做見證。
薙切繪里奈（Erina Nakiri，配音：種田梨沙〈第一、二季〉→金元壽子〈第二季OVA起〉（日本）；詹雅菁（台灣）；詹健兒（香港））
生日：3/23 ；血型：AB ；身高：162
本作的女主角。遠月學園高等部一年級→二年級生(漫畫264)，為遠月學園前前任總帥「食之魔王」薙切仙左衛門的孫女。在遠月學園中等部首席畢業，是目前高等部一年級中公認的最強者。還在國中部時便被任命為「遠月十傑」第十席，是十傑史上最年輕的成員。
生來就有高人一等的味覺，被稱為「神之舌」（神の舌（ゴッドタン）），年幼時就在名料理店擔任監督，一句評價就有左右一間料理店未來的影響力。除此之外，也擁有貨真價實的高超料理天賦，被評價說如果順利成長的話，甚至可能成為遠月創校以來最可怕的怪物。
對自己的實力和判斷力有絕對的自信，而且絕不容許他人忤逆。由於所嚐的皆是凝聚奢華與高技術的高級料理，非常堅持料理的完美，而看不起低俗的平民B級料理，所以無法認同作為「平民」廚師的幸平創真，相當討厭他。
平時面對他人時總是保持著完美無瑕的女王氣質，但私底下對少部分的熟人才會展現自己的真性情，而她對創真大呼小叫時的模樣已經是很少見的特例了。似乎很羨慕著可以想哭就哭的堂姐愛麗絲。因在認真做料理的態度表現，又有「冰雪女王」的外號。
暗中收藏一張小時候與幸平（才波）城一郎合照的舊照片，並視之為寶物，似乎非常仰慕他，也是繪里奈追求完美料理的原因之一。對愛情這份感情認知很薄弱，相關知識幾乎都來自於少女漫畫（由緋沙子審核篩選），在情感觀上意外的純情。
繪里奈被其父薙切薊形容是中樞機構的關鍵，若是繪里奈和創真願意加入中樞機構，薊的計畫便堪稱無懈可擊。只是創真從一開始就拒絕，加上繪里奈與薊的決絕，讓薊的計畫暫時落空。現為遠月總帥。
於入學考試時，因無法承認創真的情感因素而非理性的宣布他不合格。而在創真入學後，總是對他冷嘲熱諷，沒給過好臉色看，讓擅於交際的創真也覺得她很難搞。會利用自己的權力，在會議上將她看不順眼的社團經費縮減，壓迫他們的生存空間。再逼迫走投無入的對方舉行食戟，藉此提出更過分的要求，以擴展自己的勢力。
看漫畫的嗜好一不小心被創真撞見，被他用借取續集收買，換取評鑑他料理的機會（事後得知該漫畫的主人是田所惠，且是在實地研修之後送田所回校時才知道，並向後者道謝。）。視緋沙子為左右手，但緋沙子被葉山擊敗後自覺無顏見繪里奈而出走，導致繪里奈步調大亂。內心似乎希望緋沙子能成為與自己平等的朋友。
與田所惠共同於法國料理餐廳Excellent進行實地研修，直接拒絕主廚吩咐的洗碗任務，之後用品評餐點並提出修正方向的方式改善料理，進而控制整個廚房。雖然研修開始前對田所的話語顯得冷淡，但對於其提出的建議也是有認真看待。研修結束後接受田所，並對於其資質予以肯定，甚至覺得她到近期為止都還默默無名而感到不可思議。
學園祭臨山區域第一天銷售量排名第二，月饗祭最後一天再次見到生父薙切薊，表現出明顯的恐懼。
童年時曾被迫接受薙切薊殘酷的洗腦式教育，把料理二分成美食以及飼料，漸漸封閉心靈，後被爺爺(外祖父)仙左衛門帶出，薊則遭到遠月驅逐。仙左衛門對創真講到，儘管洗腦根深蒂固，繪里奈也在漸漸找回自我，但內心仍受困於其父的陰影之中。
在薊奪得遠月總帥後順利被愛麗絲帶走，並躲在極星寮。在跟著創真送行薙切薊時，在門口聽到創真表明自己是城一郎之子，接著目擊到城一郎探望極星寮時的父子合照感到震驚。由於先前鄙視幸平餐館的言行，而讓繪里奈陷入無法接受的失神狀態。
在創真與司瑛士對決中，因從教室路過，與緋沙子躲在窗外偷看，不過早就被創真發覺。擔當創真與司的料理評判，這將決定此二人的命運。在司瑛士宣佈帶著陰謀的升級考試後，似乎擔心創真會被退學，私下去找創真。告訴創真她與城一郎相識的原由，而自己經歷薙切薊的教育後，找不回從城一郎料理所體會的熱情與感動。
創真為繪里奈做出突破常識的蛋料理，而讓繪里奈回想起初遇城一郎料理的感動，將眼前的創真與城一郎形象重疊。也決心要擺脫心魔來做出屬於自己的料理。因為極星寮眾人拼命保護她與緋沙子，對於眾寮生產生友誼，加上巧、勇等人都是站在同一陣營（不從薙切薊指導之團隊），所以在升級考試前替眾人惡補。不過在眾人通過第一關之後，仍是不放鬆，也因此眾人紛紛前去要繪里奈放鬆。
得知創真就是城一郎的兒子，現在對於創真已沒有之前的厭惡，而是逐漸的與創真有話可說，且也對創真慢慢的敞開心胸，似乎已對創真有些微喜歡的感情。
為了與父親薊等人一戰，被要求進行「聯隊食戟」的訓練，與創真和城一郎同組。對於城一郎和創真的即興創作一開始目瞪口呆，但馬上意識到這是城一郎和銀給的測驗，於是也拋開過去的包袱，也加入其中，最後完成料理。
聯隊食戟中，為與城一郎和創真等人同組，不願與父親薊與倒戈十傑六人組為伍而提請退位十傑第十席。目前擔任不從組的主帥，由另一位天才一色慧擔當參謀，穩住不從組的軍心。對於第一輪不從組輕鬆通過而略感意外，但為了讓十傑們浪費精力，在第二輪以「下駟對上駟」的戰術迎戰，當然慘敗，不過卻也收到效果：司瑛士兵困馬乏、小林龍膽精力放盡，需要休息至少一天才能恢復；而齊藤綜明的氣力幾乎被榨乾，讓創真得以獲得利多。
在與親父薊決絕後，現在繪里奈也開始會稍微關懷旁人。田所惠力戰第三席茜久保桃，因實力還是輸給茜久保、飲恨敗北，退到一旁難過落淚，被繪里奈發現後前去安慰小惠，讓小惠得以平復心情。
第四輪比賽親自出陣，迎戰茜久保桃，比賽主題為黑糖。利用黑糖燉煮北海道名產十勝紅豆為夾心，外層是舒芙蕾，做成舒芙蕾銅鑼燒(以小惠的銅鑼燒得到的靈感)。獲勝後，還使用了創真的口頭禪「恕我招待不周」，被創真吐槽盜版他的口頭禪。被創真吐槽的繪里奈是滿臉通紅、支支吾吾地反駁，還被愛麗絲偷笑。而小惠是淚流滿面地感謝繪里奈替她報了一箭之仇。在第四輪之後，和同為僅存成員的幸平創真在聯隊食戟最終戰(第五輪)出戰，對決對手亦為僅存者的司和小林，第五輪為套餐形式，在比賽現場與創真猜拳的結果，負責主菜部分，對戰司瑛士。聯隊食戟最終結果由反動派聯盟獲勝，薙切繪里奈在食戟過程也真正了解到何謂料理的快樂，經幸平創真推薦後成為繼任學園總帥，接替被打敗的爸爸及即將退休的爺爺。被朝陽求婚（以食戟比）。
在「the blue」會場外面等待最終結果，擔心創真他們會失敗。被才波朝陽搭話意圖使繪里奈失去信心，但被繪里奈看穿朝陽的意圖，讓朝陽悻悻然地離開去參賽。在THE BLUE大賽決賽中擊敗幸平創真，成為冠軍。
其「神之舌」是遺傳至其母親薙切真凪的。雖說是總帥，但其實繪里奈也不斷的精進自己，因此也被稱為「遠月十傑第零席」，實力僅凌駕在幸平創真和一色慧以及司瑛士之下，眾人之上。經常會品嚐創真做的新菜式，對創真和他的料理充滿期待，她也成為了創真發誓唯一想要將自己的料理，永遠心甘情願地為其奉上的人。
在得知朝陽的真正意圖之後，繪里奈向田所和創真表示自己有一點私心希望創真會輸掉比賽，成為朝陽的妻子。田所聽完之後不斷地說服繪里奈能放棄這念頭，創真對此言則表不屑，回房間休息，之後有到創真V.S.朝陽的比賽會場觀戰。繪里奈的對手將會是巧，並在和巧的比賽中勝利了，之後和創真進行決賽。最後在創真的一句話中找回了做菜的意義。
田所惠（Megumi Tadokoro，配音：高橋未奈美（日本）；林美秀（台灣）；凌晞（香港））
生日：12/19 ；血型：O ；身高：154
遠月學園高等部一年級生→二年級生(漫畫264)。來自東北地方一個小港口城市的女孩，家裡為只有12間房間的料理旅館莊惠園。是當地廚藝最好的女孩，家人為了不埋沒她的才能而推薦她讀遠月學園，所以12歲時就離鄉背井到了東京。
性格溫柔體貼，但也有些懦弱而缺乏自信，面對壓力時時常驚慌失措。是本作中治癒系角色，而做出來的料理同樣有撫慰他人的特色。實際上具有貨真價實的資質，但常因為驚慌與緊張而怯場，在緊要關頭發揮不出實力，致使在學成績低落，也造成信心更加受創的惡性循環。
在缺乏自信的狀態下一直都是在低分層徘徊的吊車尾，之後勉強以最後一名的成績通過內部升學考試而進入高等部。然而，剛開學就面臨到只要再得到一個E成績，就會被退學的絕境。起初不想接近一開學就跟全校結下樑子的創真，但又在課堂中意外與他分成一組。而在創真的幫助下成功得到高評價的分數，度過了退學危機，後來又因為同為極星寮的住宿者，兩人的關係也逐漸變的友好（似乎喜歡幸平創真）。
住宿研修第二天時，意外觸動到四宮小次郎不准更動食譜的底線，面臨退學的危機。在創真的爭取下，與他一同以非正規食戟對上四宮，但也被要求由自己掌廚，創真只能輔助的條件。田所一開始雖是慌張不已，但在創真的鼓舞下，重新振作並全力以赴，結果做出的料理成功讓作為評審的畢業生們讚不絕口。雖然最後雖仍是敗給了四宮，但她對食客著想的真誠打動了他，讓比賽最後以平手告終，而四宮也回心轉意的取消退學處分。在經歷過這次事件過，田所漸漸恢復自信，而開始發揮真正的實力。
在乒乓球方面意外的強勁，別稱為「東北的躍兔」（東北の跳び兎（とうほくのとびうさぎ）），只用半年的時間就成為各項桌球比賽的冠軍，是連體育名校都積極挖角的人才。
料理方面擅長運用鄉間料理的調理方式，並於料理中多次運用在家鄉學到的風乾蔬菜。由於家鄉靠近海港，所以也會使用海鮮食材，甚至能以高難度的吊切方式處理鮟鱇魚。
隨著實力的展現，漸漸開始在料理界中嶄露頭角。不只是成功通過地獄合宿的考驗，還得以入選參加高手雲集的秋季選拔，並於預選賽中擠進B區第四名，超過當時備受矚目的勇·阿爾迪尼與北條美代子，讓許多小看她的人刮目相看。在正賽時與黑木場遼的比賽中意外冷靜並且表現優秀，讓學園總帥在自身無察覺的情況下衣襟綻裂（但卻是和服之中的兜檔布），被評價是具有強大潛力的人才。而即便與黑木場的比賽敗北，仍是贏得觀眾佩服的掌聲與喝采。秋季選拔賽期間，與創真和一色慧一起代理因傷缺席的老師，對小孩子們進行料理教授課程。在回極星寮的路上，似乎察覺到自己喜歡創真的心情。
與薙切繪里奈共同於法國料理餐廳Excellent進行實地研修，從洗碗工作中注意到餐盤中醬汁剩餘量不一，提出了讓客人自由選擇醬汁用量的建議。
與幸平學園祭中央區域第一天銷售量赤字而大感焦急，在月饗祭充分利用實地研修學習的外場經驗幫助創真。
與巧、創真至第一輪的「狩獵殘黨」（以食戟決定不服薊與CENTRAL的社團、研究會與同好會之活動）D組調查。創真和巧與CENTRAL的士兵爆發口角，而她不知所措。代表鄉土料理研究會在第二輪的「狩獵殘黨」B組出賽，最後以3:0擊敗CENTRAL的熊井繁道，保住鄉土研理研究會。
升級考試第一場試驗與幸平創真、吉野悠姬、薙切愛麗絲、黑木場遼分到同一組。在主考方的陰謀下被提供了最爛的食材。靠著繪里奈先前的指導，在最後半小時找到了頂級食材應戰，成功通關。
升級考試第二場試驗與幸平創真、巧分到同一組。而面臨無麵條與麥粉可用、無法外出購物的環境而要做北海道地方麵的主考方算計，依然照之前繪里奈講習提到馬鈴薯成分的應用，做出以馬鈴薯製麵與配料的豪雪烏龍麵，過關。
升級考試第三場試驗是與巧對戰十傑成員的小林龍膽，以「做出讓我說出好吃的料理」為題目，與巧成功過關。在通過考試第三場後，與巧一同被堂島銀道歉，後者表示為了要讓中村薊的陰謀不能得逞，所以利用了她們(包含創真、巧、繪里奈)來達成目的。田所與巧聽完之後表示願意協助。
在進行「聯隊食戟」訓練時，與巧一同被分到堂島銀的隊伍。對於堂島和巧的即興創作，與繪里奈一樣當場呆掉，最後也加入他們完成料理。
於第二天聯隊食戟中第三BOUT中出場，迎戰現十傑第三席茜久保桃，抽選比賽主題為蘋果。於迎戰前幾天，接受因堂島特別請來令田所畏懼的前輩四宮小次郎徹底的地獄式訓練，讓小惠得以用最佳的武裝去迎戰茜久保桃。比賽開始後小惠開始製作和菓子的主原料之一「和三盆糖」。面對茜久保的女王大人蘋果塔，小惠利用四宮所教導的法式料理醬汁的技巧“monter au beurre”，成功乳化奶油跟其他材料，做出包著蘋果奶油內餡的銅鑼燒。並在銅鑼燒花印的部分加入了巧的針切生薑後輔助烹調特製成的蘋果果醬。小惠的想法是，在嘗了四周的甜味後，再嘗中心的花印，酸味會顯得更突出，讓味道達到一個深度。雖然評審認定敗北，但實力被對手茜久保桃認同並稱呼其全名。飲恨敗北後，小惠退到旁邊，不甘心的落淚，被繪里奈發現，對小惠安慰打氣。數分鐘之後擦乾淚水、沉澱之後，大聲為創真加油打氣。後成為十傑第十席。 升上二年級後將雙股辮變更為較為成熟，類似日向子髮型的單股辮，且個性已較過往勇敢許多，也不再會因緊張而導致料理失誤。
「the blue」參賽中，於第一關、第二關皆輕鬆過關。第三關暫不知對手，故輔助巧，也是她告知創真巧碰到的困境的。
在自家的旅館擔任後廚總管，該旅館已成為東北地區最難預約的旅館，生意昌隆。淡季時，惠為了學習繼承自家店舖而到前十傑第二席『霧之女帝』日向子的『霧之屋』幫忙。6年後，與紀之國寧寧一同在『霧之屋』幫忙，接到創真決鬥訊息後，便前往幸平餐館擔任評審。
巧·阿爾迪尼（Takumi Aldini，通常譯名：塔克米·阿爾迪尼，配音：花江夏樹（日本）；李世揚（台灣）；李鎮然（香港））
生日：7/19 ；血型：A ；身高：168
遠月學園高等部一年級生→二年級生(漫畫264)，是義大利佛羅倫斯飯館阿爾迪尼飯館的繼承人，與幸平同樣從小就在廚房工作，所以有著豐富的實務經驗及高超的廚藝。擅長使用名為Mezzaluna（義大利語中有半月形之意）的半月形菜刀，並以極快的速度來製作義大利料理，也擅長將日本食材融入其中。
母親為日本人，父親為義大利人的混血美少年。由於其俊俏的面孔，在女生中擁有相當程度的人氣，而且擁有屬於自己的粉絲俱樂部。自信心強，而在英俊的外表下有著非常熱血的性格。
對創真在開學典禮的宣言有很大的反應，因而起了強烈的對抗意識。視創真為競爭對手，決意總有一天要向他發出食戟挑戰。常常向創真發出熱血的宣言，但也常常在同時發生會破壞氣氛的事，弄得讓自己陷入非常尷尬的窘境。是個藏不住情緒的人，很容易出糗也很常惱羞，讓弟弟勇（伊薩米）也時常藉機捉弄自己，但勇也表示：「平時雖然是個很容易戲弄的人，一旦穿上廚師服，就立刻判若兩人。」
秋季選拔預賽中融合義大利菜與日式料理令其獲稱為新的「味之地平線的開拓者」（味の地平を斬り拓く者（あじのちへいをきりひらくもの））。
於合宿研修時，藉由機會向創真挑戰，但最後因為日向子的評斷猶豫不決的緣故而不了了之。對於分不出勝負的結果心有不甘。
十分重視自身雙胞胎的羈絆與家族的榮耀，在美作汙辱自己弟弟與Mezzaluna時，接受美作所策劃的食戟。但在那場食戟中，即便使用家傳橄欖油製作義式檸檬凝乳，仍逃不出美作的算計而以0:5遭到完封，依照食戟的賭注交出Mezzaluna成為美作的第100件戰利品。在創真於食戟擊敗美作後，拒絕要回Mezzaluna，並把Mezzaluna暫時交由創真保管，並宣言總有一天會用食戟從創真手中贏回Mezzaluna。
在實地研習時，至一間從不收學生的食店進行研習，在實習第二天就進入廚房開始加入料理，讓餐館負責人和其主廚嘖嘖稱讚。最後學到快速上菜的方法，過關。並學到店主的秘密隱藏菜餚「銀絲薑雨」(亦即將薑切成極細的薑絲，可透光如雨絲)
在出差版阿爾迪尼大眾飯館學園祭主要大道區域第一天銷售量排名第1。
現與創真、田所至「狩獵殘黨」（消滅不服薊與中樞美食機構的社團、研究會與同好會之活動）D組。之後因為不滿中樞機構的楠連太郎大放厥詞，和創真一起與楠連太郎爆發口角衝突。
升級考試第一次試驗與伊武崎峻分到同一組，順利通關。升級考試第二場試驗與幸平創真、田所分到同一組。而面臨無麵條與麥粉可用、無法外出購物的環境而要做北海道地方麵的主考方算計，依然照之前繪里奈講習提到馬鈴薯成分的應用，做出以馬鈴薯製麵與配料的豪雪烏龍麵，過關。
升級考試第三場試驗是與田所對戰十傑成員的小林龍膽，以「做出讓我說出好吃的料理」為題目，成功過關。
在通過考試第三場後，與田所一同被堂島銀道歉，後者表示為了要讓中村薊的陰謀不能得逞，所以利用了她們(包含創真、田所、繪里奈)來達成目的。田所與巧聽完之後表示願意協助。
在進行「聯隊食戟」訓練時，與田所一同被分到堂島銀的隊伍。對於堂島的即興創作，完全參與其中，且速度幾乎跟上堂島的速度。最後與田所一同完成料理。
於第二天聯隊食戟中第三BOUT中出場，迎戰現十傑第七席叡山枝津也，抽選比賽主題為牛肉。將銀絲薑雨使用，做出「牛肉時雨煮」(用牛肉和薑絲為主做成的菜餚)，並和麵糰，想要做成義日合璧的合體菜餚。看穿叡山枝津也的伎倆，讓叡山枝津也以為他的詭計(洋薊酸策略)能夠得逞，遂將計就計，故意把餅基上的抹醬弄成強調酸味的混和檸檬汁的柚子醋醬，且時雨煮部分只放一半，另一半則是特製起司。這招使叡山枝津也的烤牛肉反而變成義大利菜中的第一主菜（傳統的意式菜有兩種主菜，第一主菜為輔，真正的第二主菜為主。），令叡山枝津也失策，最終擊敗叡山，不但贏下了第三BOUT，也報了選拔的一箭之仇。後於聯隊食戟中第四BOUT中再次出場，對上現任第二席小林龍膽，用盡全力，敗給小林龍膽。後成為十傑第七席。
「the blue」參賽中，於第一關、第二關皆輕鬆過關。不過到了第三關，因對手使用卑鄙的伎倆，本來應該是與其弟勇一起搭檔，將勇打昏後綁起來不使勇參賽。被田所告知創真此情況後，創真趕來助巧一臂之力，雖然兩人還先小嘴砲一番，但之後與創真合作無間，打倒對手。
與弟弟伊薩米並列為阿爾迪尼餐廳的主廚，並成為了名符其實的支柱，並且仍在不斷成長進步中。每年都會有數次前往日本開設POP-UP餐廳。6年後，正準備與弟弟前往日本時，收到創真決鬥的訊息，便順道過去幸平餐館。

## 遠月茶寮料理學園
日本首屈一指的料理學校，簡稱「遠月學園」。有分國中部和高中部。制服男女統一是西裝。以總帥為長、遠月十傑為首，其下設有『遠月學園』的教育部門、負責食材的管理和流通的生產部門、觀光部門的『遠月渡假村』、研究部的『薙切國際科研組』，除此之外有外國部門、宣傳部門與總務部門。
執行嚴格的少數精銳教育，貫徹競爭主義。導致近千人的高一新生升上二年級時不滿百人，順利畢業者一隻手就能數完，畢業率一向不到百分之十。因為『遠月學園』的品牌名氣，即便中途退學、曾就學過一事仍能為了廚師生涯鍍金，畢業者更能成為一生橫行料理界的巨星。
學園佔地廣大，擁有各種設施，包含薙切家、十傑辦公大樓、農場、牧場、宿舍、各大研究樓、教學樓等。上課內容不限於料理的基本技巧和食材的知識，也包含營養學、公共衛生學、栽培概論、企業管理學。

### 極星寮
遠月學園的學生宿舍，外觀為雅致的西洋式二層建築。現任管理員是『大御堂文緒』，要入住極星寮需通過她的本領考驗。過去住宿客滿期間出了好幾個「十傑」成員、甚至有一年「十傑」成員全是住宿生的黃金時代。但現在多數學生採租屋通勤或開車接送、導致住宿生變少，現在已淪為怪人的巢穴。
根據管理員所言，歷屆以來曾有不少遠月十傑和優秀的畢業生都住過。曾以堂島銀、才波城一郎為中心用食戟來奪取土地、廚房設備和資金，後來極星寮改為獨立核算制。
一色慧（Satoshi Isshiki，配音：櫻井孝宏、諏訪彩花〈童年時期〉（日本）；李世揚、林美秀〈童年時期〉（台灣）；關令翹（香港））
遠月學園高等部二年級→三年級男學生(漫畫264)，故事開始時是「遠月十傑」第七席，後在新總帥上任被薙切薊開除後失去十傑資格。
宿舍成員的頭領，表面上對人相當和善開朗，但會爬天花板去通知別人，或是用廣播一直重複找人，直到對方接受為止（田所惠深受其害），實力深不可測。在極星寮裡的穿著大多數都是只穿兜檔布或是裸體圍裙，也會只在重要部位處蓋上小毛巾進行裸睡。
在一年級住宿研修時，為第一個完成50份套餐的人。在料理教室中，深受中年婦人的歡迎。是乒乓球削球反攻打法高手，極星寮中唯一能與田所對打桌球，還能勢均力敵的人。
曾用鰆魚（即土魠魚）做出讓創真震驚的料理，讓創真發出挑戰，做出與之一較高下的鰆魚料理，但伊武崎卻說本人並沒有拿出十分之一實力。與叡山枝津也、薙切繪里奈共同擔任93屆秋季選拔負責人。觀察力敏銳，隱約察覺到了叡山與創真之間有衝突。
學園祭時的攤位為煮芋會，臨山區域第一天銷售量排名第7。沒有參與召開舉行決議任命薙切薊為新任總帥會議的提議案，被現任總帥薙切薊視為異己者，當面告知解除十傑之位。即使如此，他還是在被解除十傑之位前用盡手段，制定出一色條款，來對應薊政權和CENTRAL的狩獵殘黨。
聯合前十傑的另外兩人前往晉級試驗考場，準備暗助創真與繪里奈等「不遵從」薙切薊的「良心份子」。現在在終賽會場-禮文島與女木島、久我、美作和創真等人會合，加入不從組的聯隊食戟隊列。於聯隊食戟中第一BOUT·第二組中出戰，迎戰現任的新十傑的白津樹利夫，主題食材為鰻魚。
曾在某場食戟賽中，評審形容其料理風格像『具超強攻擊性的日式料理』。在聯隊食戟中揭露一色的真正出身，一色家是古老但已沒落的日式料理家族，其家族所擅長的就是海產類，尤其是鰻魚。一色家位於京都祇園，自室町時代開始代代經營割烹店，是日本著名的料理家族，被譽為西之「一色」，與位於東京的東之「紀之國」家是日本料理界的雙璧。在對陣現十傑之一的白津樹利夫時，起初面對後者不斷的挑釁，甚至說「一色」家是沒落的料理家族時也不為所動，直到對方說出一色最重視的極星寮的壞話時，才讓一色變臉，使出真正的本事。（這說明了當初與創真、伊武崎等人比試時根本沒有拿出真正的實力，最多只有拿出兩到三成的實力與他們比賽而已。）最終以3:0擊敗了對方，為不從組奪下第二勝。並逼使對方向極星寮道歉，後於第二天聯隊食戟第四BOUT中再次出場，對上現任第一席司瑛士。經過力戰之後，仍然以0：3敗給司瑛士。
是十傑第六席-紀之國寧寧的青梅竹馬。一色家的繼承人自四歲起，就要離開家庭，到別處修行。在家族的安排下，被派往與家族有密切來往的「紀之國」家寄居。雖然在前十傑裡的排名是第七席，但實際上因為一色很少使用真正的實力來比賽（這即是紀之國寧寧厭惡一色慧的原因）。一色慧連懷石料理都可以輕鬆上手，且掌握了日本湯料理的精華「高湯」的製作方法。若是有必要，一色慧甚至可以依照客人的喜好製作何種等級的懷石料理。
紀之國寧寧說過一色家族是非常重視傳統廚藝手工技術的家族，其頑固且甚少權變的程度遠超過紀之國家，唯獨一色慧不是。一色慧並不會拘泥於老傳統，而是擁有各種大膽想法和創新的後代，所以經常遭到家族中長輩的鄙視，可是一色慧偏偏又是唯一的男孫，所以老人們也無可奈何，到最後只好選擇眼不見為淨，只要一色沒有出什麼會令家族名譽再度被貶損的亂子就好，任由一色去亂搞。更由於是長子，從小就被大人的各種要求所硬壓，不能有拒絕的餘地，更別說異於其他人的想法，直到到了紀之國家之後，一色真正的才華和天分因而展現出來。經過在紀之國家修行約兩年後，回到本家的一色，因其技巧已較以前進步，所以周圍的大人漸漸地不再強硬壓制一色慧。這時一色慧才逐漸有創意的發展空間。
功課十分傑出，加上優異的學習能力，讓一色慧對於任何新事物都是學過不到三次就能輕鬆上手，且是非常熟練。這種天分讓身為青梅竹馬的紀之國寧寧頗為羨慕和忌妒，但是紀之國發現再怎麼努力，卻仍然無法跟上一色，所以非常在意一色慧，只為了希望一色慧能正眼看她。不過一色慧卻對紀之國寧寧說「如果不是紀之國寧寧，他還不知道是否要繼續在料理上走下去。」讓紀之國寧寧瞠目結舌。當紀之國寧寧說羨慕一色慧那驚人的天分時，一色反倒說紀之國寧寧對料理充滿熱情的表情，才是他所渴望、羨慕的，並向她表示尊敬。希望她能重新會想起當時最美麗的模樣。
一色家史上第一位被允許獨立運營新店，同時沿用家族商號。作為兼顧傳統與革新的旗手，引領著京都料理界不斷向前。6年後，由於創真決鬥的時間點太過唐突，沒時間安排時間休店去幸平餐館。
吉野悠姬（Yūki Yoshino，配音：內田真禮（日本）；詹雅菁（台灣）；羅孔柔（香港））
遠月學園高等部一年級→二年級女學生(漫畫264)。特徵為丸子頭，性格活潑開朗，非常關懷朋友，是田所與涼子最親密的朋友之一。胸部很平坦，因此羨慕著涼子。
擅長野味料理。會在宿舍內養動物作為食材，動物逃脫的時候常引發騷動，希望能培養出像法國布雷斯雞一樣的「極星雞」。動畫版秋季選拔預賽中被稱為「萬獸森林的小紅帽」（禽獣の森の赤ずきん（きんじゅうのもりのあかずきん））。
升級考試第一次試驗與幸平創真、田所惠、薙切愛麗絲、黑木場遼分到同一組。在主考方的陰謀下被提供了最爛的食材。靠著繪里奈先前的指導，在最後半小時找到了頂級食材應戰，成功通過。但升級考試第三場試驗失敗，給予退學決定。現在正與退學的夥伴觀看聯隊食戟的結果。在聯隊食戟最終戰以反動派聯盟獲勝後，得以撤銷退學決定。
和郁魅、叡山共同聯手進行肉類流通的相關貿易往來。極星寮的成員伊武崎、榊涼子等成員也作為料理顧問而協助。
榊涼子（Ryōko Sakaki，配音：茅野愛衣（日本）；張乃文（台灣）；陳琴雲、黃昕瑜〈代配〉（香港））
遠月學園高等部一年級→二年級女學生(漫畫264)。一頭黑色（動畫為紫紅色）長直髮的女孩，有著傲人的身材。個性溫柔，性格成熟穩重，是像大姐姐一樣的存在，關愛着極星寮的舍友們，有大和撫子的性格，在创真刚来极星寮的时候十分照顾他。曾为了帮助创真赢得比赛，两人一起研究到深夜，后来因做得太累，创真找一些甜的东西给她吃，偶然让创真有了新想法，创真因此十分感激她。
與小惠和悠姬關係很好，於官方小說《食戟之靈 ~a` la carte II~》中，透露出對伊武崎有好感。秋季選拔預賽中時意外的發現有著不少隱藏粉絲。
擅長以鹽麴料理的方式來發揮食物的美味。在宿舍附近有一間專門的作坊，在內中培養料理用的鹽麴發酵物。秋季選拔預賽中所使用的醬油麴佐料，評審之一的港阪卷人讚其為「發酵屋本舖 榊一家」（発酵屋本舗 榊一家（はつこうやほんぽ さかき一か））。
升級考試第一次試驗與水戶郁魅分到同一組，順利通關。但升級考試第三場試驗失敗，給予退學決定。現在正與退學的夥伴觀看聯隊食戟的結果。在聯隊食戟最終戰以反動派聯盟獲勝後，得以撤銷退學決定，並將頭髮剪短到齊肩。
伊武崎峻（Shun Ibusaki，配音：村田太志（日本）；鈕凱暘（台灣）；張方正（香港））
遠月學園高等部一年級→二年級男學生(漫畫264)。一頭櫻色亂髮，眼睛被前髮蓋住。住宿生中屬於話不多的人，但洞察能力非常突出。平時雖然總是表現的冷靜沉穩，但骨子裡似乎意外的熱血，有著非常強烈的自尊心。力氣非常大，可以單手舉起一棵樹。
貌似對一色慧比較了解，在一色向創真發出挑戰後並打成平手後，認為一色沒有拿出完全的實力，留下一句「真是做作的學長」為評語。在極星寮成員中除了創真外，特別受到一色的關注。秋季選拔被丸井善二稱之為秘密主義的男人。
是燻製料理高手，會自製燻製用的煙燻木料，能夠自由的燻製的技術，其料理味道是極品。秋季選拔預賽中被稱為「煙燻的貴公子」（燻煙の貴公子（プリンス オブ スモーク））。以特製燻製咖哩獲得評審的好評，和丸井善二一樣獲得88分的高分。原本有機會進到複賽8強，但因為美作昴最後分數超過他而被淘汰。
在實地研修中遇到了困境，不過最後逆勢升空，飛過淘汰門檻。升級考試第一次試驗與巧·阿爾迪尼分到同一組，順利通關。但升級考試第三場試驗失敗，給予退學決定。現在正與退學的夥伴觀看聯隊食戟的結果。在聯隊食戟最終戰以反動派聯盟獲勝後，得以撤銷退學決定。
升上二年級後，時常被挑戰食戟，目前戰績為五連勝。
丸井善二（Zenji Marui，配音：小林裕介（日本）；鈕凱暘（台灣）；胡家豪（香港））
遠月學園高等部一年級→二年級男學生(漫畫264)。戴眼鏡，宿舍眾人常以房間大為理由當做聚會的地方。料理的知識淵博，能解說料理方面的知識或歷史緣由，並能以古典的食譜為靈感活用在創作中，常擔任「解說役」的角色。
在住宿研習中，因為體力差，每次都快要倒下的樣子，但還是順利通過，自認身為庸才，沒有出眾的料理才能，因此渴求知識以追趕上所謂的天才們的腳步。在研究分析與美食相關的古典文獻之所「宮里研討會」中，身為一年級卻是研究會裡的王牌。教授對他十分看好。
秋季選拔預賽中被稱為「味覺的萬事通博士」（味の物知り博士（あじのものしりはかせ））。秋季選拔中，以白濃湯咖哩烏龍麵獲得評審的好評，並獲得88分的高分。原本有機會進到複賽8強，但因為美作昴最後分數超過他而被淘汰。
升級考試第三場試驗失敗，給予退學決定。現在正與退學的夥伴觀看聯隊食戟的結果。在聯隊食戟最終戰以反動派聯盟獲勝後，得以撤銷退學決定。
青木大吾（Daigo Aoki，配音：柳田淳一（日本）；梁興昌（台灣）；鄧志堅（香港））
遠月學園高等部一年級→二年級男學生(漫畫264)，極星寮宿舍號碼211號。面貌粗獷兇惡的黑色短髮男性。與佐藤昭二因脾氣暴躁成天打鬧，卻依舊總是同進退。與其他寮生相比登場回數極少，秋季選拔賽以來作為其他人的加油團開始多次出現。
佐藤昭二（Shōji Satō，配音：河西健吾（日本）；李世揚（台灣）；李凱傑、黃積權〈代配〉（香港））
遠月學園高等部一年級→二年級男學生(漫畫264)，極星寮宿舍號碼107號。面貌兇惡的金色中長髮男性。與青木大吾因脾氣暴躁成天打鬧，卻依舊總是同進退。與其他寮生相比登場回數極少，秋季選拔賽以來作為其他人的加油團開始多次出現。

### 遠月十傑評議會
遠月十傑評議會，簡稱為「遠月十傑」。是由遠月內評價最高的十名學生所組成的委員會。地位直屬於學園總帥，連教師都不能無視十傑的意見，是凌駕在其他學生之上的存在，甚至擁有學園總帥同等或者更高的權利，過半數成員持有相同意見時即可代表學園全體的意見。十傑的選拔是依據相當多元的項目來決定的。課業成績、合宿和學園祭等活動的實績、對學園的貢獻，食戟的戰績等。從各方面的表現給予評價決定席次。其中食戟的戰績是最關鍵的依據。
所謂的「十傑」是能擁有學園的一切權限和財力支配的存在。只要是為了料理，遠月龐大的預算可隨意調度。全日本的專業人士渴望得得到的珍貴食材，不管多新多昂貴的料理器具、設備，只要想要就能得手。就連僅僅只出版100冊的幾世紀以前的食譜，或是價值超過200萬以上的料理書都能取得。只要是為了鑽研料理，什麼事都能允許。並且席次越是上位，可行使的權限也越大。
幸平創真勝過第九席叡山枝津也的一戰中，評審透露：『除非是賭上席次的比賽，否則僅憑一戰的勝負是不會改變十傑的順位。十傑的地位就是這麼重大。』堂島銀在二、三年級時，十傑順位皆高於才波城一郎，但本人卻承認單論料理的實力遠遠不如城一郎，估計人品操守和課業出席也會影響十傑順位。
此外身為學園總帥的薙切繪里奈則是超越遠月十傑的「第零席」。
| 歷屆 | 歷屆             | 第一席     | 第二席     | 第三席     | 第四席     | 第五席   | 第六席     | 第七席      | 第八席     | 第九席     | 第十席     |
| ---- | ---------------- | ---------- | ---------- | ---------- | ---------- | -------- | ---------- | ----------- | ---------- | ---------- | ---------- |
| 68屆 | 68屆             |            |            |            |            |          | 堂島銀     | 才波城一郎  |            |            |            |
| 69屆 | 69屆             | 堂島銀     | 才波城一郎 | 中村薊     | 海老澤理子 |          |            |             |            |            |            |
| 70屆 | 70屆             | 中村薊     | 海老澤理子 |            |            |          |            |             |            |            |            |
| 71屆 |                  | 中村薊     |            |            |            |          |            |             |            |            |            |
| 79屆 | 79屆             | 四宮小次郎 | 水原冬美   |            |            |          |            |             |            |            |            |
| 80屆 | 80屆             |            | 乾日向子   |            |            |          |            |             |            |            |            |
| 88屆 | 88屆             |            | 角崎多紀   |            |            |          |            |             |            |            |            |
| 89屆 | 89屆             |            | 木久知園果 |            |            |          |            |             |            |            |            |
| 91屆 | 91屆             | 司瑛士     | 小林龍膽   |            |            |          |            |             |            |            | 薙切繪里奈 |
| 92屆 | 仙左衛門總帥時期 | 司瑛士     | 小林龍膽   | 女木島冬輔 | 茜久保桃   | 齋藤綜明 | 紀之國寧寧 | 一色慧      | 久我照紀   | 叡山枝津也 | 薙切繪里奈 |
| 92屆 | 中樞美食機關時期 | 司瑛士     | 小林龍膽   | 茜久保桃   | 齋藤綜明   | 鏑木祥子 | 紀之國寧寧 | 叡山枝津也  | 白津樹利夫 | 葉山煌     | 薙切繪里奈 |
| 92屆 | 繪里奈總帥上任後 | 幸平創真   | 一色慧     | 久我照紀   | 葉山煌     | 黑木場遼 | 薙切愛麗絲 | 巧·阿爾迪尼 | 叡山枝津也 | 紀之國寧寧 | 田所惠     |
| 93屆 |                  | 幸平創真   | 一色慧     | 久我照紀   | 葉山煌     | 黑木場遼 | 薙切愛麗絲 | 巧·阿爾迪尼 | 叡山枝津也 | 紀之國寧寧 | 田所惠     |

### 第92屆學生
新戶緋沙子（Hisako Arato，配音：大西沙織（日本）；張乃文（台灣）；陳皓宜（香港））
生日：10/14 ；血型：A ；身高：161
遠月學園高等部一年級→二年級女學生(漫畫264)，薙切繪里奈的貼身秘書，薙切薊接任學園總帥職位後解除其秘書的身分。髮長至肩的少女，對繪里奈非常的崇拜。因為任職於繪里奈秘書而出名的關係，被薙切愛麗絲稱其秘書子，而學生們也漸漸開始稱呼她為「秘書子」。
出身自古就是中醫世家的新戶家，為藥膳料理的專家。從小就認識繪里奈，輔佐薙切繪里奈為自身藥膳之道，自比為薙切繪里奈身邊幫助其調理養生，提供各種藥膳的「食醫」。但一直以下人自居，而不敢與她並肩（繪里奈的兒時回憶中對此感到遺憾）。
中學部二年級時曾與貞塚奈央以繪里奈秘書一職進行食戟勝出，並令貞塚從今以後不得接近繪里奈身邊半徑五十公尺以內之距離。但後來在43屆秋季選拔中用藥膳料理打敗她，且貞塚奈央吃了她的料理一瞬間被淨化之後，變成很崇拜她而改跟蹤她。
在秋季選拔決賽三回戰被葉山煌擊敗。被他指出只會追求第二的自己，眼界與料理都過於狹小。使新戶的信心受到非常大的打擊，因而覺得自己沒臉見繪里奈，暫時離開了她。讓平常不善於處理日常事務的繪里奈覺得十分困擾。
與幸平創真共同於三田村洋食進行實地研修。起初因為受繪里奈的連帶影響，使她對創真的態度不怎麼好。在其中展現了作為「秘書」的管理經營的能力。實地研修期間感受到自己只是理論知識豐富，實際能力和創真相比差距極大，自此認可創真，並決定以創真作為心中的目標。研修結束後，在創真的開導和鼓勵下提起勇氣回去找繪里奈，臨走前非常感謝創真。後來幾次見到創真就比較親切。
跟繪里奈在學園祭山區第一天銷售量排名第2。在中村薊重回校園後，被後者解除擔任繪里奈秘書的職務，讓視繪里奈為主子的緋沙子成了「行屍走肉」般晃來晃去，因此碰到了愛麗絲，由愛麗絲將被「禁錮」的繪里奈拯救出來，藏身於極星寮裡。得知創真的身世時是頗為訝異，現在與繪里奈一起被極星寮庇護中。與繪里奈一起從窗外偷看創真與司的私下食戟，而後擔當此比賽的評判。
升級考試第一次試驗與青木大吾、佐藤昭二分到同一組，順利通關。升級考試第三場試驗是對戰十傑成員的齋藤綜明，結果慘敗，被給予退學決定。現在正與退學的夥伴觀看聯隊食戟的結果。
在創真與齋藤綜明比賽獲勝後，替創真煎製了一帖以中藥材炮製的補藥（未知是何湯藥）讓創真服用，使創真得以恢復精力，備戰下場的硬戰。
在聯隊食戟最終戰以反動派聯盟獲勝後，得以撤銷退學決定。
水戶郁魅（Ikumi Mito，配音：石上靜香（日本）；張乃文（台灣）；何璐怡（香港））
生日：5/4 ；血型：B ；身高：163
遠月學園高等部一年級→二年級女學生(漫畫264)，有著褐色的肌膚且上圍豐滿的女孩，時常穿著裸露度高的西部風服裝。外號「肉魅」（肉魅（にくみ，Nikumi）），但非常討厭別人這麼叫她，除了幸平創真。
是肉料理的高手，國中部開始成績就在上流層中，肉類方面的料理成績更是全都拿到A級。家中經營「水戶肉品」是牛肉業界的龍頭，能輕鬆取得到高級的肉類。除了擁有與豪邁外表相符，能輕鬆精準料理牛隻的怪力刀工之外，還有著能細部調理肉類的纖細。嘴唇能敏銳的感受出確實的溫度。
原為薙切繪里奈的追隨者，受她指使，要以食戟廢除「丼飯研究會」。而在場的創真提出了代表「丼研」代打的意願，於是繪里奈追加上讓創真戰敗退學的賭注，並退讓一步地將題目訂為「以肉類為主食材的蓋飯」。然而郁魅在食戟中做出的料理，卻因為肉太過美味，反而與米飯彼此衝突，疏忽了協調性，因而輸給了料理整體性更完整的創真，也因此被繪里奈捨棄。
敗給創真之時，被他說「肉魅這個名字很可愛」，至此之後就開始喜欢创真，个性纯情少女心。遵從戰敗條件加入了的「丼研」，雖是不甘願，卻又似乎意外的適合。將在「丼研」學習的技巧運用在往後的料理中，擴展了對肉類以外食材的考量，使她的實力更上一層樓。秋季選拔預賽評審之一的香田茂之進稱其已達肉類大師的更高境界－「肉將軍」（肉将軍（ミート・ジェネラル））。
在中樞美食機關的狩獵殘黨活動中，代表「丼飯研究會」出戰食戟，以3：0擊敗了CENTRAL（中樞美食機關）的梁井芽愛，成功保存了「丼飯研究會」。
升級考試第一次試驗與榊涼子分到同一組，順利通關。然而在升級考試第三場試驗是對戰十傑成員的茜久保桃，結果慘敗給予退學決定。現在正與退學的夥伴觀看聯隊食戟的結果。
在聯隊食戟最終戰以反動派聯盟獲勝後，得以撤銷退學決定。
勇·阿爾迪尼（Isami Aldini，通常譯名：伊薩米·阿爾迪尼，配音：小野友樹（日本）；梁興昌（台灣）；劉奕希（香港））
生日：7/19 ；血型：O ；身高：182
遠月學園高等部一年級→二年級男學生(漫畫264)，巧的雙胞胎弟弟，同樣為義大利佛羅倫斯飯館阿爾迪尼餐廳的繼承人。與巧長得並不像，身體也比巧來的高大及壯碩，但瘦下來時很帥，雖然速度很快但不如哥哥巧，兩人常合作做出料理，在做料理認真時表情會暴走。
夏天的時候會因苦夏疲乏而身形暴瘦，讓創真等人完全認不出來。據勇自己所言，他在冬天時就會把體型調回來。在巧出糗時會想盡辦法憋笑，但總是因為笑得太明顯而被看出來。每當遇到大事例如大規模比賽會變得意外的緊張。個性單純，在巧與美作的比賽中，非常擔心巧，卻也喜歡捉弄巧。
動畫版秋季選拔預賽中被稱為「味之地平線的探索者」（味の地平の探求者（あじのちへいのたんきゅうしゃ））。
升級考試前2次試驗都順利通關。然而在升級考試第三場試驗是對戰十傑成員的司瑛士，結果慘敗給予退學決定。現在正與退學的夥伴觀看聯隊食戟的結果。
在聯隊食戟最終戰以反動派聯盟獲勝後，得以撤銷退學決定。
本來將要在「the blue」中，協助哥哥巧比賽，但被對手打昏後綑綁於某處。
與哥哥巧（塔克米）並列為阿爾迪尼餐廳的主廚，並成為了名符其實的支柱，並且仍在不斷成長進步中。
每年都會有數次前往日本開設POP-UP餐廳。
6年後，正準備與哥哥前往日本時，收到創真決鬥的訊息，便順道過去幸平餐館。
薙切愛麗絲（Alice Nakiri，配音：赤崎千夏（日本）；林美秀（台灣）；張頌欣（香港））
生日：1/23 ；血型：O ；身高：165
遠月學園高等部一年級→二年級女學生(漫畫264)，為薙切繪里奈的堂姐，是名父親為日本人、母親為北歐丹麥人的混血兒。黑木場遼為其跟班，是她在歐洲時遇到，二人長期多次比試，最初都是愛麗絲獲勝，但後來黑木場逐漸進步開始獲勝，兩人成為最好的對手。
為分子料理的高手，有「分子美食學的神之子」（分子美食学の申し子（ぶんしガストロノミーのもうしご））的美譽，名副其實的天才，也是現今遠月中被認為最接近十傑的學生之一。動畫版秋季選拔預賽中被稱為「味之世界的革新者」（味の世界の革新者（グローバル・イノベーター））。住宿修行中首次登場便跑到創真面前，表現出對他有些興趣。
五歲到十四歲期間一直待在其父親以丹麥為根據地成立的「薙切國際科研組」，是進行著基於分子食物理論的最先進料理技術研究的美食綜合研究機構。善用各種最先進技術儀器，如同化學實驗般的進行料理，崇尚概念料理，成品外貌常常做出超越一般人的想像，帶給食客視覺上的震撼。七年前以九歲稚齡稱霸於北歐舉辦，分子美食學領域最具權威的國際比賽。十歲時取得的專利已達四十五項、還與多達二十家料理店和菜譜研究協會簽約。
在秋季選拔中，預賽以最高的95分通過，之後八強賽中，以便當為主題，卻敗給了創真而大哭。與高傲的繪里奈相比，性格奔放自由的愛麗絲比較平易近人。情感非常豐富，喜怒哀樂常常顯著的表現出來。由於是大小姐，庶民方面的知識非常不足，甚至不知道什麼是海苔便當。
在學園祭時見到創真向久我發起的挑戰宣告後，激起想要參加月饗祭的興趣。然而因為申請開店的時間已經截止，便以「想要於同學一起開店」的理由說動汐見潤，以汐見研究小組的名義與葉山和遼一同開店，與創真和繪里奈競爭。但因為愛麗絲過於隨興的經營，造成汐見研究小組在學園祭主要大道區域第一天銷售量赤字。
在黑木場遼獲得勝利後，當場讓到場觀戰的薙切薊難堪。並且在繪里奈趕到時，對著薊表示感到厭惡，也知道薊封鎖繪里奈對外的管道，令愛麗絲不能與繪里奈聯繫，並對薊表明會保護繪里奈，繪里奈聽到之後感動不已，堂姐妹之間冰釋前嫌，但愛麗絲裝冷酷說別客氣。
升級考試第一次試驗與幸平創真、田所惠、吉野悠姬、黑木場遼分到同一組。在主考方的陰謀下被提供了最爛的食材。在最後半小時找到了頂級食材應戰，成功通過。升級考試第三場試驗失敗，給予退學決定。現在正與退學的夥伴觀看聯隊食戟的結果。
在聯隊食戟最終戰以反動派聯盟獲勝後，得以撤銷退學決定，並出任「遠月十傑」第六席。
被任命為薙切國際的現場負責人。
每日專注於研究如何將高分子料理的技術運用到普通餐館料理和家庭料理之中。
6年後，在薙切家庭聚會上收到創真決鬥的訊息，便找涼一同去幸平餐館當評審。但涼反應當日行程表有分子料理學會，愛麗絲卻認為沒問題的，並順便問薙切朝陽是否有意願也前去。
黑木場遼（Ryō Kurokiba，通常譯名：黑木場涼，配音：岡本信彥（日本）；梁興昌、詹雅菁〈童年時期〉 （台灣）；李致林、沈小蘭〈童年時期〉（香港））
生日：8/20 ；血型：O ；身高：179
遠月學園高等部一年級→二年級男學生(漫畫264)，薙切愛麗絲年幼時期在北歐丹麥找到的親信，初登場於第四話開學典禮一幕。平時慵懶一副沒睡醒的樣子，當綁上火焰圖示的頭巾後會性情大變，其狀態被愛麗絲命名為“狂戰士模式”。與創真同為廚房戰線的過來人。
曾被叫做「狂犬」（狂犬）的男人，年幼時就在北歐某漁港酒吧中工作。由於那是個一旦出錯就無法生存的嚴酷環境，讓遼對於勝利十分執著。後憑藉著料理實力，年紀輕輕便當上了主廚，擁有廚房的絕對支配權，為『廚房的獨裁者』，連大人都無法違抗他。
擅長使用海鮮為料理主材，所做的料理皆以濃郁為主，能藉由複數食材搭配的組合，帶給食客如同暴力般的衝擊。相當厭惡廚師間親密溫情的關係，認為廚房就是戰場、料理即是力量，廚師之間只有弱肉強食的競爭。
最初與愛麗絲相遇時，遼並不願當她的隨侍，於是愛麗絲便提議進行料理比賽，想讓遼因而折服。初次比試結果是遼的慘敗，於是不服輸的遼便持續挑戰愛麗絲，歷經兩年，經過上百場比試後終於取得第一次勝利。
而在愛麗絲初次戰敗後，便露出不甘心的神色要求明天再比一次，遼以「要比幾次都行。」回應，並改稱呼愛麗絲為「小姐」來表示願意擔任她的隨侍，對愛麗絲的態度與口氣與一開始的粗暴相比也有了些許軟化。至今遼仍幾乎每天都會與愛麗絲進行一場料理比試，目前勝負場數則是持平。
在秋季選拔八強賽中與田所惠對戰，獲得勝利，在秋季選拔準決賽時，因前輩評審團無法判定他與葉山煌的料理優劣，所以和葉山同時晉級決賽，將與創真進行三人爭霸賽。與創真一同被葉山煌於決賽中擊敗，屈居亞軍，但與創真一樣對葉山有競爭意識，想要與葉山再次決勝負。
在實地研修時來到販賣印度咖哩的店，被老闆刁難了一頓，甚至還差點揍人。不過最後也學到不少香料的應用技術。在學園祭時隨著愛麗絲一同加入汐見研究小組的店面，對愛麗絲的暴走已經是放棄勸說了。汐見研究小組學園祭主要大道區域第一天銷售量赤字。
狩獵殘黨第一輪，代表最先端料理研究會和CENTRAL(中樞美食機關)槓上。在不使用任何先進機器幫助，純粹靠著經驗與實地研修後的進化，以3：0擊敗楠連太郎，成為第一支擊敗CENTRAL的社團。
升級考試第一次試驗與幸平創真、田所惠、吉野悠姬、薙切愛麗絲分到同一組。在主考方的陰謀下被提供了最爛的食材。在最後半小時找到了頂級食材應戰，成功通過。升級考試第三場試驗失敗，給予退學決定。現在正與退學的夥伴觀看聯隊食戟的結果。
在聯隊食戟最終戰以反動派聯盟獲勝後，得以撤銷退學決定，並出任「遠月十傑」第五席。
一面協助愛麗絲的工作，提供有利的支援。一面不斷磨練自己的料理技術。
在氣候變化對海洋的影響，以及捕魚量的調整研究等海洋生物學的領域內也大放異彩。
6年後，在薙切家庭聚會上，愛麗絲收到創真決鬥的訊息，便找涼一同去幸平餐館當評審。但涼反應當日行程表有分子料理學會，愛麗絲卻認為沒問題的。
葉山煌（Akira Hayama，通常譯名：葉山亮，配音：諏訪部順一、田村睦心〈童年時期〉（日本）；鈕凱暘、詹雅菁〈童年時期〉（台灣）；黃啟昌、鄭麗麗〈童年時期〉（香港））
生日：不詳（由潤定為7/7）；血型：A ；身高：177
遠月學園高等部一年級→二年級男學生(漫畫264)，香辛料研究會汐見潤教授的助手，是實踐其理論的料理人。
能自由操縱辛香料進行料理的高手，被稱為『香氣的貴公子』。認為能操控香味代表能支配料理。嗅覺非常靈敏，能僅靠聞著鍋中散發出的食材和香料味道，就完美把握鍋中料理的狀態。甚至能藉由氣味分辨海產的新鮮度。其驚人嗅覺也評比具有和繪里奈神之舌不相上下的才能。
原是出身中南亞貧民窟的香料天才，在地方市集糾正被迫買劣等香料的汐見潤，這緣分促成被帶往日本；獲香料研究的葉山教授重視而收為養子，汐見潤則是日常照料並輔助學習日文與遠月學園初中部教育，儼然為命名『煌』的自己開創了嶄新人生。雖然平常對潤的態度略顯輕慢，但內心其實非常感激她，在心中每一次的比賽勝利無非都是獻給潤。
在秋季選拔預賽靠著拿手的咖哩料理，獲得94分預選第一名(其中兩位評審給予滿分)。一致認為是此次秋季選拔預賽最大熱門人選。秋季選拔決賽第一回合時與新戶緋沙子進行漢堡對決，以壓倒性的實力擊敗緋沙子。在準決賽時因前輩評審團無法判定他與黑木場的料理優劣，所以和黑木場同時晉級決賽，將與創真進行三人爭霸賽。在決賽時以必殺料理同時擊倒創真與黑木場，獲得冠軍。裁判之一的堂島認為其才能鋒芒太過，總有一日會反傷自己，望葉山能駕馭這份才能；後又看到葉山與黑木場、幸平的互動，而感到寬心。
汐見研究小組學園祭主要大道區域第一天銷售量赤字。新任總帥薙切薊為了得到葉山煌，先威迫汐見研究會的客戶中斷合約並交出研究中的重要資料，接著以CENTRAL(中樞美食機關)內部提供更優渥的研究資源及十傑空缺競爭者為利誘，逼使葉山為了潤與研究會續存而服從。
擊敗CENTRAL內部的高年級精英而成為暫定「遠月十傑」第九席。操控香味的能力比起秋季選拔時更加強化。被薙切薊安排在升級考試第三次試驗的十傑對戰反動派創真之戰，評審薙切宗衛點出葉山缺乏投入料理中的"執念"而落敗，給予退學決定。現在正與退學的夥伴觀看聯隊食戟的結果。
在聯隊食戟最終戰以反動派聯盟獲勝後，得以撤銷退學決定，並出任「遠月十傑」第四席。非常受一年級的學妹歡迎。
在創真丟下一切，跑去海外修行時，一肩扛起原本幸平該承擔的工作。
畢業後，由於長期致力於研究香氣研究的理論和實踐。年紀輕輕便晉升為學園教授。
並且在堂島銀的邀請下，參與了遠月渡假村的經營中。
美作昴（配音：安元洋貴、渡邊明乃〈童年時期〉（日本）；梁興昌、張乃文〈童年時期〉（台灣）；陳耀楠、黃鳳英〈童年時期〉（香港））
遠月學園高等部一年級→二年級男學生(漫畫264)，把「細緻入微，一絲不苟」這句話作為口頭禪的壯漢，有著與自身龐大體型不相符的細膩心思，例如把愛車罩起並捆綁，或親手縫製外套上的名子等。取得情報的專家，有著「完全追蹤者」（周到なる追跡（パーフェクト・トレース））的異名。會去對一些人的家庭背景和生活習慣去做詳盡的觀察，尤其是視為自己的對手的人更會去調查到撩若指掌的地步，藉由這點推算出對手要做的料理後，再以此改良出比對手原本料理更上一層樓的「進階版」。因為什麼料理都能複製，所以對美作而言並沒有所謂的擅長料理。也被稱為「King of Stalker」（キング・オブ・ストーカー）。在聯隊食戟中更進一步展現出新必殺技「完美追蹤 - 閃（Prefect Trace - Flash）」，就像相機的閃光燈一樣瞬間讀取對手的思考及行動，把完全一樣的料理步驟同步到自己雙手，亦即對烹調步驟的思考時間可視為零時間，同時思考如何改良對方的料理方式。
十傑的叡山視其作為一個料理人是個十足的人渣，因為其心理對於廚具與料理並無任何敬意，純粹就是以取勝為樂。藉由挑釁對方以廚具為賭注後，再以原本料理的進階版將對手擊敗來奪取廚具，以此踐踏對方的尊嚴。叡山是賞識其才能而收為手下。
於秋季選拔A組預賽最後登場，奪下第四名突圍進入決賽。秋季選拔正賽第一輪中對上巧·阿爾迪尼，戰前故意挑釁巧及汙辱了弟弟-勇，且還吐口香糖在兄弟倆珍視的半月形菜刀“Mezzaluna”上，令巧勃然大怒的接受他的食戟。後美作以完全超越巧的料理壓倒性獲勝，取走了Mezzaluna做為第一百把戰利品。
在與創真的食戟中落敗，依照賭注需全數交出過往於食戟中奪取而來的廚具，所奪走的廚具全數回到他之前食戟所打敗的料理人們身邊（唯獨巧決定把Mezzaluna暫由創真保管，並告知總有一天會以自身力量跟創真較量食戟再拿回廚具）。
從小時就擁有能看著圖片與食譜就將料理再現的才能，但作為大廚的父親卻因為美作缺乏獨創性而不予肯定。結果為了得到父親的讚賞，美作在父親的新作品評會中，將父親的招牌菜加了一道手續，卻意外超過了父親得到第一。後就被父親「放逐」到遠月學園，從此自暴自棄。
敗給創真後，認為自己最後的驕傲也被摧毀了，原是要離開遠月並不再料理。但被創真的「就算自己的自信被摧毀到蕩然無存的地步，料理人仍該繼續做料理」的建言，解開了過去的心結。學園祭期間沒有擺攤，於第一天晚上接受創真的請求到幸平餐館進行想像訓練，在關鍵的第四及第五天時出手協助創真。
在終賽會場-禮文島與女木島、一色、久我和創真等人會合，加入不從組的聯隊食戟隊列。於第二輪要求加入比賽對決，然後在聯隊食戟第二BOUT中出場，對上了齋藤綜明，並使用了新必殺技「完美追蹤 - 閃」模仿他的壽司製作技巧。抽選比賽主題為鮪魚。在久我被在場眾人看來似乎被逼到陷入絕境時，冷不防地從爐子旁邊早已做好的醬汁「煙燻醬油」拋擲給久我照紀，讓在場眾人完全目瞪口呆（包含比賽雙方眾人與薊），讓久我拿出真本事與武器對戰司瑛士。而本人亦游刃有餘在完美追蹤下的模仿齋藤綜明，齋藤完成食材前置處理時，美作也同時完成該項作業。最後仍然以0:3的結果完敗。
雖然敗北，但仍在會場宿舍替將進行第三輪的創真、惠和巧進行最後的補強，而且還是徹夜不眠的分飾三個人，導致體力透支，隔天有如行屍走肉，還嚇到久我等人。
北條美代子（配音：瀨戶麻沙美（日本）；詹雅菁（台灣）；黃昕瑜（香港））
橫濱中華街延續五十年的中華料理名店北條樓廚師長的女兒。有強壯的鐵腕體格，能輕鬆的翻炒金屬製的中國炒鍋。因為作為女兒身，被視為繼承人的她受到其他店中廚師的批判。為了證明自己的價值，而企圖登上遠月十傑第一席的寶座，讓自己能鍍上一層有價值的「鍍金」。
希望證明自己就算身為女人，也能和強壯的男人一起蜂擁進入戰場。為了達到目的，在合宿研修時試圖打探曾為十傑第一席的四宮小次郎實力，而探聽到田所惠與四宮進行食戟並平局的消息，對她產生了興趣。但在得知她是有創真的協助後，就對她感到失望。
動畫版秋季選拔預賽中被稱為「鐵腕火龍小姐」（鉄腕火龍小姐（アイアン・ドラゴンガール））。秋季選拔時是預選賽B區的熱門選手之一，但分數被田所給超越而無緣晉級正賽。她看到田所惠與她故鄉的男人們的關係後深有所感，事後改變了對田所的看法，對她刮目相看，同時也受到田所的影響，讓北條與店裡的員工間的關係開始變好。
在選修體育課中展現過人的體能，可以灌籃，令創真和田所驚嘆。之後創真向她請教關於中華料理的事情，於是北條帶他來到十傑第八席久我照紀的中華料理研究會。十傑第八席的久我照紀一直希望她能加入中華料理研究會，但因為她認為久我照紀率領的中華料理研究，應該廣泛研究中國各地區的料理，並非將研究重心強制帶往四川地區，所以一直沒有答應加入。在月饗祭中出手幫助幸平和田所，向中國料理部門的主任講師，申請了租借攤車的許可。
貞塚奈央（配音：後藤沙緒里（日本）；林美秀（台灣）；葉曉欣（香港））
外表非常的陰森。非常仰慕著繪里奈，而且是跟蹤狂的級別，十分希望被她的神之舌怒罵。非常厭惡與忌妒作為繪里奈秘書的新戶緋沙子。因為中等部二年級時於食戟中敗給新戶，只能每天用望遠鏡窺伺繪里奈和寄三十封信。
擅長燉煮類的料理，處理乾貨這類有很強臭味的食材的造詣也很深。她的廚房中放置了許多會讓小孩嚇到逃跑的不詳物品。認為光是乾淨漂亮的料理中並不存在真正的美學，美食的神髓存在於恐懼的背後。曾數度引起惡臭騷亂的她被人稱為「鍋前的魔女」（鍋の前の魔女（ボイリング・ウィッチ）），人們都對其畏懼不已。
秋季選拔中是第一個在預賽中獲得80分以上的人，她「很臭」的料理頗具吸引力而獲得評審的好評，但後來被在緋沙子的料理超過，她吃下緋沙子的料理後被其一瞬間淨化，導致貞塚奈央（白）的誕生（漫畫中一格分鏡），從而改為迷戀上緋沙子。
在月饗祭中要開設特定料理的攤位，因為要爭取在走道區的位置和水戶進行了食戟失敗，因為轉到中央區，有特色味道的乾貨獲得特地族群的喜好，在127話中和創真聊天，兩人因為都喜歡奇怪味道的料理，非常「臭味相投」。
川島麗（配音：日高里菜（日本）；林美秀（台灣）；魏惠娥（香港））
綁著蝴蝶結的偶像風美少女，因可愛的形象在男學生中有極高的人氣，但實際上忌妒心很強且非常腹黑，看到别的女生抢走自己的风头会在心里抱怨。曾擔任幸平和郁魅比賽食戟的主持人；也擔任秋季選拔B區域司儀。梦想是当一名新娘。自称喜欢的书是《小王子》，但是实际从未读过，自称喜欢电影《天使爱美丽》，其实喜欢的是《醉拳2》。已被中樞美食機關洗腦；不過被洗腦後的川島，口氣很惡劣附帶毒舌，似乎將其隱藏的本性完全展現。
佐佐木由愛（配音：日高里菜（日本）；張乃文（台灣）；成瑤孆（香港））
綁著短雙馬尾，個性有些怯懦的女孩。擔任秋季選拔A區域司儀。
榎本圓（配音：大西沙織（日本）；詹雅菁（台灣）；廖欣怡（香港））
戴著圓框眼鏡的女學生，出現於55話，為宮里隆夫教授的宮里研究小組的成員之一，在丸井善二在秋季選拔中幫他加油，當丸井獲得88分的高分時，十分興奮地跟教授說話。本篇中未提及姓名，全名出自單行本第七卷。
石渡拓己（配音：古川慎（日本）；鈕凱暘（台灣）；曹啟謙（香港））
秋季選拔B組參賽學生，第一位接受審查，僅得到33分。本篇中未提及姓名，全名出自動畫版第21集。

### 第91屆學生
紀之國寧寧（Nene Kinokuni，配音：花澤香菜（日本）；張乃文（台灣））
遠月學園高等部二年級→三年級(漫畫264)，遠月第91屆女學生，「遠月十傑」第六席 → 第九席
帶眼鏡，綁雙麻花辮子髮型，制服穿戴整潔。看上去很有學術氣息，對於第一席的氣餒似乎有點無奈，為人嚴謹認真。性格毒舌說話尖酸刻薄冷漠，也因如此也受到部分男學生的愛慕。
與二年級的十傑關係並不良好，甚至與久我照紀經常吵架，但似乎特別在意同年級原第七席的一色慧，時不時視線就會往一色看去，便私底下默默念著他的名字。後來得知是一色慧的青梅竹馬。一色慧在4歲那年進入紀之國家，就由同年紀的寧寧負責陪同學習料理。
一色當時的程度就已略微超越寧寧，但是沒有表現出來，直到後來兩人一起進入遠月學園，一色的實力已是當時一年級最強，超過叡山和久我，但是很少發揮真正的實力（就像當年的城一郎一樣），結果就被寧寧厭惡，視一色慧為勁敵，完全沒有一絲的友情，常常想和後者比賽一較高下。不過事實上，紀之國卻是非常羨慕一色那驚人的天分和超越眾人的學習能力，甚至在功課方面，一色還是二年級學生中佼佼者，讓紀之國頗為氣餒。
擅長料理為全部種類的和食，特別是「蕎麥麵」無人能出其右。老家為神田某蕎麥麵店，所謂「江戶蕎麥麵」的風格一直發展傳承到現代的超一流店代表。寧寧從懂事起被嚴格灌輸包含茶道、懷石料理的日本料理精髓，是和食界至寶的名門人士。
在學園祭臨山區域第一天排名第4、第五天排名第5。在學園祭篇的最後得知，聯合司、小林、茜久保、齋藤、叡山等人提議，召開舉行決議任命薙切薊為新任總帥的會議，加入了「中樞美食機關（CENTRAL）」。看上去似乎很會處理事情，在加入了中樞美食機關後都負責主導管理事務。
在終賽會場-禮文島代表中樞美食機關與反叛者進行聯隊食戟。在聯隊食戟第一BOUT·第3組中，對上了幸平創真。在開戰前曾說幸平小心別被弄哭了，在抽選「主題食材」時，請創真先抽選，想要一場公平的對決，並不會像叡山使出一樣的小手段，無論是什麼流派的料理都會將創真徹底擊潰，但創真所抽中的正是寧寧所擅長的領域能稱為必殺料理的「蕎麥」，便一度陷入尷尬臉紅。被小惠說比起是廚師更像是「蕎麥匠人」。
自身的老家是位於東京的「神田蕎麥屋」，被譽為東之「紀之國」，與一色慧出身的西之「一色」並稱為日本料理界的雙璧，只是後來一色家沒落以後，紀之國家變成日本料理界的執牛耳。
由於自信過高，且一直想和一色慧對決，加上應對客人的經驗遠遜於創真，因此最後被創真擊敗，還被「死對頭」一色慧用認真的語氣調侃，當場落淚。
對於一色毫不畏懼的迎戰司瑛士，感到頗為驚訝，並對一色表示司的實力有多強悍，甚至對一色表示自己是非常羨慕他那優異的天分。不過一色卻對紀之國表示若不是因為她，他還不知道是否真的要繼續走在廚藝這條路，讓紀之國寧寧瞠目結舌。因為一色在幼時來到紀之國家作修行時，在本家中是被壓制到不能有任何絲毫的喘息、伸展空間的地步。一色到寧寧家中修行時，顯得無拘無束，盡顯被壓抑的才能，讓寧寧非常忌妒，但又無可奈何，因為寧寧自以為只會按照書上照本宣科，所以跟不上一色。事實卻是一色非常羨慕寧寧那可以做喜歡的事情不被大人們多嘴閒話，而一色在本家卻是鮮明的對比。一色在紀之國家修行的兩年期間，是一色最快樂的時刻。最後還被一色勉勵紀之國要更有自信，而再度流下感動的淚水。因而此時開始，紀之國已對一色產生愛慕的感覺。在一色的勸誘和忠告下(被一色問「在十傑裡做料理是否有感到開心過？」)，下決心要退出十傑行列，讓司和中村薊吃驚。
升上三年級後，髮型從辮子頭改為留長髮(推測是莫名被克萊姬嘲笑的關係)。
為了見識與紀之國家不一樣的料理風格的日本料理而正在全國的和食店中周遊修行。6年後與田所惠一同在前十傑第二席『霧之女帝』日向子的『霧之屋』修行。日向子感嘆為何沒有早點認識寧寧。
久我照紀（Terunori Kuga，配音：梶裕貴（日本）；鈕凱暘（台灣））
遠月學園高等部二年級→三年級(漫畫264)，遠月第91屆男學生，曾任「遠月十傑」第八席 → 第三席。
有著飄逸雙色髮型，戴髮夾及耳環，不繫領帶。在十傑中身高算較矮小（曾因此被紀之國寧寧吐槽）。個性較直接強烈、輕浮、聒噪。稱呼他人時會加上特殊語尾詞，並與二年級的十傑關係不好。
是中華料理研究會主將，中華料理四川菜系的專家。根據北条所言，久我身為中華料理研的主將，本應對中國各大地區料理廣泛研究，卻只將中華料理的重心強制帶往四川地區的麻與辣，並以暴虐的辣味為武器發動食戟，控制了中華料理研。這也是北条不願意加入中華料理研的主因。
紅葉狩會中，創真想向十傑的學長姊挑戰時出來說話，強調十傑與一般學生的差距。後說，如果創真能在料理上有一點贏他，他就願意讓創真挑戰。他的話激起了創真（及其他一年級生）的挑戰決心。
創真想在學園祭中比他表現更好，在參觀他的中華料理研究會時，發現他的社員在他的領導下，訓練有素（相當嚴格）研究會實力堅強。擁有一批由本人親自訓練出能完美再現自己料理味道的下屬。他一直想要招北条美代子入社，但她一直還沒答應。
中華料理研究會「久我飯店」學園祭中央區域連續三天銷售量排名第1，第四天被創真反超排名第2。跟司瑛士在學園祭後有約定，與久我對創真要求食戟一事所提出的條件相仿，一旦久我如同去年司瑛士在中央區域連續5天銷售額排名第一，司就接受食戟。（不過後來在第4天單日營業額被幸平超車後即宣告破滅）
不屬於薙切薊派系的十傑成員，還是少數激烈反對的人。沒有參與召開舉行決議任命薙切薊為新任總帥會議的提議案，更在新總帥上任後拒絕參加十傑會議。最後被薊當成是異己，在其上任新任總帥得不久後開除十傑資格，空出来的席位将由薙切蓟选出。
在一年級的晉級考試開始前與好交情的第二席學姐小林龍膽見面，並達成共識：擾亂晉級考試。所以在第三次晉級考試的創真陷入熊肉困境時，送上攻略用的辛香料與試食及人力援助。
現在在終賽會場-禮文島與女木島、一色、美作和創真等人會合，加入不從組的聯隊食戟隊列。將迎戰現任的十傑。在聯隊食戟第一輪結束後的中場時間，久我直接向第一席的司瑛士下挑戰，並獲得司的同意。
正好被也想對司瑛士再度挑戰的創真聽到，於是創真同意讓久我先行挑戰，但補上一句如果失敗就由他接手，讓久我本來緊張的情緒瞬間消散，還笑罵創真很惡毒。然後在聯隊食戟第二BOUT中出場，對上了司瑛士。抽選比賽主題為綠茶(茶葉)。最後仍然以0:3的結果完敗，但也成功讓司瑛士感受到疲累，司瑛士也驚訝久我做出的料理。
畢業後，陸續同上海、東京、夏威夷等地的知名高級酒店簽約。現在已經同時身兼五家中式餐廳的廚師長之職。6年後，因有要事在身需趕往中國，放棄擔任創真決鬥的評審。
叡山枝津也（Etsuya Eizan，配音：杉田智和（日本）；梁興昌（台灣）；麥皓豐（香港））
遠月學園高等部二年級→三年級(漫畫264)，遠月第91屆男學生，「遠月十傑」第九席 → 第七席 → 第八席
帶眼鏡，是個不良少年。在遠月學園入學試驗時對評審說自己報名遠月的原因是「因為可以賺錢」。從初中開始就已經擔任各種各樣的食品顧問，利用遠月的企業關係網，接手案例超過五百件。自命為支配所有廚師的人。他入學第一年透過商業諮詢所所賺的錢，居然比遠月所有學生的入學費用還要高，因此人稱「鍊金術士」（錬金術士（アルキミスタ））。對學園的貢獻，也讓全員同意讓他當上十傑，並且毫無爭議。其化學程度應屬天才，連神秘果都能解析出成分。(神秘果的真正成分至今尚未完全被分析成功。)
百舌屋的市場開拓與品牌建立是由他經手，因此對成功讓商店街與「百舌屋」抗衡的創真有所興趣，試圖招募他。招募被回絕後，因為不能在履歷中留下污點，因此說出要在秋季選拔中讓創真潰敗的宣言。試圖借刀殺人，利用美作昴對付創真，不過失敗收場。
在學園祭中擔任20間店鋪的顧問，暗中活躍著。在學園祭篇的最後得知，聯合司、小林、茜久保、齋藤、紀之國等人提議，召開舉行決議任命薙切薊為新任總帥的會議，加入了「中樞美食機關（CENTRAL）」。曾被一色慧評價為「頭腦好的垃圾」。小林龍膽對他的評價是，要不是他過度熱衷於商業諮詢而不常進行食戟的話，其本身的資質可以讓他有更高的十傑席位。
參與了「狩獵殘黨」行列，先跟甲山比賽食戟，但因叡山早已收買評審的緣故，所以直接在甲山的料理上桌前就獲勝。後以薩摩土雞為題目和創真比賽食戟，但是他的一連串的旁敲側擊和垃圾話攻勢不只都無法對創真產生影響，反而被創真挑釁到親自動手下廚，端出海南雞飯來應戰。但由於過度輕敵的緣故，沒有認真使出全力（沒做任何事前準備，更沒用上必殺料理），最終反而以0比3的票數慘敗。極星寮因此得以保全。雖有被薙切薊拋棄的覺悟，但被其原諒，在狩獵殘黨的行動仍舊活躍。
在終賽會場-禮文島代表中樞美食機關與反叛者進行聯隊食戟，對於幸平創真的復仇殺意極深。於第二天聯隊食戟中第三BOUT中出場，對上巧·阿爾迪尼，抽選比賽主題為牛肉，使用了"令對方味覺麻痺"的卑鄙計倆。使用朝鮮薊作為調料，其作品烤牛肉，被郁魅驚嘆其技巧和工夫著實到家。被巧識破他的詭計之後，大驚失色。想要利用朝鮮薊干擾評審味覺的詭計反而被巧利用，為巧的雙半月披薩襯托出高雅的美味而在第三回合第二組中敗北。
和水戶郁魅、吉野悠姬共同聯手進行肉類流通的相關貿易往來。極星寮的成員伊武崎、榊涼子等成員也作為料理顧問而協助。
小西寬一（配音：川田紳司（日本）；梁興昌（台灣）；梁偉德（香港））
遠月學園高等部二年級→三年級男學生(漫畫264)，丼飯研究會主將，飛機頭，對於丼飯有非常強烈的熱忱，原本在薙切繪里奈的對社團的壓迫下，只好和水戶郁魅進行食戟，造成部員全部退社，很可能要廢社，因此十分消沉，之後在創真的幫助下渡過廢社危機。還使水戶郁魅加入丼飯研究會，後來對於水戶在各方面好表現十分關心。
豪田林清志（配音：乃村健次（日本）；梁興昌（台灣）；陳卓智（香港））
遠月學園高等部二年級→三年級男學生(漫畫264)，相撲火鍋研究會第76代主將。在食戟中敗給薙切繪里奈後，相撲火鍋研究會也毀了。後來從同好會重新出發，經過努力後再次升格為研究會，但在薊的政策下再度被迫解散。雖然研究會被毀，然而他還是暗中進行研究會的活動，被處以磔刑。
甲山鐵次（配音：野川雅史（日本）；梁興昌（台灣））
遠月學園高等部二年級男學生，串燒研究會主將，人稱「串刺之鐵」，擅長利用各式樣素材進行加工調理，為食戟勝率超過八成的強者之一。創真剛回到極星寮就當面向創真下戰帖，為高二生中第一個直接向創真要求進行食戟的學生。甲山以教授烤串的秘訣為賭注，最終以0:5不敵研修後更進一步的創真。與叡山比賽食戟，但因叡山早已串通評審的緣故，所以連料理都沒有試吃而直接0:3戰敗，受到串燒研究會解散及即刻退學的代價。
楠連太郎（配音：淺沼晉太郎（日本）；鈕凱暘（台灣））
遠月學園高等部二年級→三年級男學生(漫畫264)。性格狂傲，同時也以自己被薊選上而沾沾自喜。是火候的專家，尤其擅長低溫烹調。此外也會使用各類先進料理器材。烹飪進入加熱階段時會異常的冷靜沉著，彷彿平時的熱情都注入了料理當中。
受到創真與巧的挑釁後抓狂爆走，但被熊井繁道扛走。第一天的狩獵殘黨被分到D組，第一天D組最後一場比賽對上最先端料理研究會代表黑木場，題目食材是鮭魚。最終以0:3慘敗。再次出場是在爭奪十傑名額時，被葉山煌秒殺，失去挑戰十傑席次的資格。據當時觀戰的久我和中華研部分成員對將與葉山對戰的創真表示：楠連太郎從此一蹶不振，無力再起。
梁井芽愛（配音：M・A・O（日本）；詹雅菁（台灣））
遠月學園高等部二年級→三年級女學生(漫畫264)，總是微笑，毒舌。第一天的狩獵殘黨被分到D組，第二天B組比賽中與丼飯研究會代表水戶郁魅對上，最終以0:3慘敗。
熊井繁道（配音：柳田淳一（日本）；何志威（台灣））
遠月學園高等部二年級→三年級男學生(漫畫264)，身材魁武。第一天的狩獵殘黨被分到D組，第二天B組比賽中與鄉土料理研究會代表田所惠對上，最終以0:3慘敗。
小古類
遠月學園高等部二年級→三年級女學生(漫畫264)，蓋住雙眼的髮型，沉默。第一天的狩獵殘黨被分到D組，第二天B組比賽中與宮里研討會代表丸井對上，最終以1:2落敗。
鏑木祥子
遠月學園高等部二年級→三年級(漫畫264)，曾任暫定「遠月十傑」第五席（92屆）。
帶著餐鴉舌帽，綁著馬尾辦的女性。是在十傑空席位爭奪大混戰中把並列的三年級生一一打倒進而獲得「第五席」的真強者。但最終在聯隊食戟第一BOUT·第1組中以0:3敗給原第三席女木島冬輔。
出場從頭到尾，都沒有對白。
白津樹利夫（配音：近藤孝行（日本）；梁興昌（台灣））
遠月學園高等部二年級→三年級(漫畫264)，曾任暫定「遠月十傑」第八席（92屆）。
出身自代代皆是擔任義大利駐日本大使館之御用料理人的名家白津家，因為家族薰陶下，所擅長的皆是義大利式料理，與巧、勇兄弟皆是目前為止已知為擅長義式料理的在學生，其中最擅長的是鰻魚料理。由於出身的關係，看不起與其對戰的一色慧，頻頻挑釁一色，終使一色動怒，使用真正的實力與其對抗。最終在聯隊食戟第一BOUT·第2組中以0:3敗給一色，並以意大利文對自己侮辱過的極星寮寄宿生道歉。

### 第90屆學生
司瑛士（Eishi Tsukasa，配音：石田彰（日本）；李世揚（台灣））
遠月學園高等部三年級→畢業生(漫畫264)，曾任「遠月十傑」第一席。
外表高挺帥氣，髮色偏淺，習慣將領帶尾端掛在肩後。性格懦弱消極，但對能提升自身能力的人事物會理所當然佔為己用，對於身為十傑第一席所需負擔的各種責任感到壓力。在紅葉狩會出場時，對於創真、巧、美作昴在秋季選拔賽中進行食戟造成他的麻煩而抱怨。之後因為抱怨不斷就進入了「弱氣狀態」。
擅長看透食材的優點加以活用，使每道料理食材比活著更鮮明。認為料理中不需要「自己」，只需留下食材的好，並盡心盡力地以廚藝將其發揮至極致。因料理風格如同侍奉出類拔萃的食材，向其獻出自身與自傲的騎士一般。所以被美食家們稱呼為「餐桌的白騎士」（食卓の白騎士（ターフェル・ヴァィスリッター））。對於藝術有特殊的品味，童年時的美術課還因為搶旁邊同學的顏料弄哭女同學。
對自己料理的味道和對食材的處理有絕對的自信，但過度顧慮客人的其餘感受，從未在意過他曾擊敗的學生。就像久我，比賽完後直接被當成普通學生。但是創真是少數的例外，似乎有點在意創真那異常的進步幅度。
曾於去年紅葉狩大會接受久我照紀的食戟，以5:0完勝。同年學園祭在中央區域連續5天單日銷售額第一，於是答應久我如果也能在隔年學園祭完成他前一年的佳績，就會再次接受食戟。(不過這項約定最後被創真毀了)。
在學園祭臨山區域第一天排名第5。學園祭中所開餐廳每次僅接待三桌顧客，料理全由自己一人完成。主原因倒不是因為自己的自信，而是擔心若交由他人完成料理的話，最後幾道步驟可能有所差錯而沒有心情烹飪。
在學園祭篇的最後得知，聯合小林、茜久保、齋藤、紀之國、叡山等人提議，召開舉行決議任命薙切薊為新任總帥的會議，加入了「中樞美食機關（CENTRAL）」。是個究極的完美主義者。支持薙切薊只是為了找到適合的員工，後來擔任代理教師授課，發現創真的實力，邀請他加入CENTRAL當自己的助手。被創真拒絕後，司瑛士主動挑戰，不惜賭上第一席之位，也要把創真帶入CENTRAL當自己的助手，於是和創真展開以鹿肉、法式烹調手法為題目的對決。雖然最後獲得勝利，但考慮到不易駕馭的創真會讓他太焦躁而昏倒，所以決定當作沒這回事。而在聯隊食戟時，也試圖請一色當自己的助手。
於升級考試第三次試驗的十傑對戰CENTRAL反叛者之戰對上勇·阿爾迪尼並將其輕鬆擊敗完勝，將其退學。在CENTRAL與學園的反叛者商談聯隊食戟的比賽規則與時間，表示會好好地盡全力來當對手。
在終賽會場-禮文島代表中樞美食機關與反叛者進行聯隊食戟。接受久我的戰帖，然後在聯隊食戟第二BOUT中出場，對上了久我照紀。抽選比賽主題為綠茶(茶葉)，端出以煎茶、玄米茶、玉露及深蒸煎茶等四種茶葉融合了與各自相性搭配的蔬果做出的「四色綠茶漸層醬泥濃湯」。最後以3:0完勝，但也因這場比賽而感到疲累，便說要花一整天來休息，後於第二天聯隊食戟第四BOUT中再次出場，對上原第七席一色慧。而看到一色慧的料理，繼創真之後又邀請慧當自己的助手讓自己更強仍被拒絕。最後以法國宮廷菜之一的「皇家野兔」(法皇路易十四的最愛)，擊敗一色慧。被薊認為是最佳素材，在最終輪主菜的部分對上繪里奈，並端出自己的必殺料理。
畢業後，與龍膽一起到亞馬遜河捕獲稀有食材。性格也變得也不再懦弱消極。
「the blue」參賽中，於第一關、第二關皆輕鬆過關。但在第三關，被才波朝陽擊敗，所持有的短刀被才波朝陽奪走。
畢業後，開始以海外為活動中心，但只要有空回來日本就會到四宮的SHINO'S東京分店幫忙。後續也擁有了自己的店面，作為所有者兼主廚，取得了WGO之星。6年後，接到了祕書子發來了創真決鬥的訊息，正巧與小林龍膽、女木島東輔、茜久保桃、齋藤綜明一起擔任地獄集訓合宿的審查員，無法脫身。
小林龍膽（Rindō Kobayashi，配音：伊藤靜（日本）；詹雅菁（台灣））
遠月學園高等部三年級→畢業生(漫畫264)，曾任「遠月十傑」第二席。
有細小虎牙，身材高挑，有著一頭紅色長髮遮住左眼，內穿著長袖毛衣。性格充滿野性、不拘小節且開放的大姐姐，與任何人都能打好關係，特別與司瑛士關係良好，也常戲弄司瑛士，司曾和龍膽說過要得到第一席的位置，龍膽便表示一席位置就給司，自己只要第二席便足夠。與久我是類似姐弟的關係。不太喜歡耍叡山專使用小手段。
有著「神之胃」的異名。是個靠龐大知識量與對味道的好奇心衝到了第二席的逸材，原本就精通日本國內的珍稀食材，在進入十傑後還靠著其權力前往世界各地。例如：中國高山、沙漠、北極圈、亞馬遜深處等等地方追求未知的味道，在接觸了當地才能品嘗得到的食材後，實力得到了爆發性的成長。
在遠月學園裡是少數的「稀有食材達人」，可以入口的食物絕不嫌棄，從地上爬的蟲子、老鼠、蜈蚣，水中的魚貝蝦蟹等到空中飛的飛禽都可以入其口她作為稀有食材專精廚師有著三種樣貌，「靠著財力跟權力讓自己的慾望滿足的美食家」、「身體力行的追求未知食材的現場型職人」、「千刀亂砍著各種食材，狂野貪求食味的勇猛蠻族」。
在原作漫畫中的紅葉狩會中保持沉默，但對於創真向十傑發起挑戰及和久我的交談，露出感興趣的笑容，原因是創真跟當年同樣以身為一年級領先群之姿參加紅葉狩會的久我很像。然後在「OAD動畫－遠月十傑」中增加了戲份。
以四處吃喝的方式參加月饗祭，五天內吃遍全部120間店。祭典第五天邀請創真和田所惠收攤後一同前往司瑛士的餐廳。在學園祭篇的最後得知，聯合司、茜久保、齋藤、紀之國、叡山等人提議，召開舉行決議任命薙切薊為新任總帥的會議，加入了「中樞美食機關（CENTRAL）」。加入的原因是單純的支持覺得有趣。
在薙切薊陣營的十傑中，唯一一個對薙切薊罷免女木島、一色、久我十傑席位表示反對的人。
參與了「狩獵殘黨」行列，向以幸平為首的殘黨正式宣戰。在創真跟叡山比賽食戟時也有去品嘗料理。後於升級考試第三次試驗的十傑對戰CENTRAL反叛者之戰對上了田所惠與巧·阿爾迪尼讓他們以試吃料理的方式通過試驗。
在終賽會場-禮文島代表中樞美食機關與反叛者進行聯隊食戟。在寧寧輸給創真後給予相當大的照顧與安慰，寧寧並不需要自責且已經做得相當好了。然後在聯隊食戟第二BOUT中出場，對上了女木島冬輔。抽選比賽主題為辣椒並且使用了少見的鱷魚肉。比賽開始時不小心讓鱷魚逃走了，使得會場大混亂，最後總算抓回來開始料理。最後以3:0完勝，但也因這場比賽而疲累到倒下，後於第二天聯隊食戟第四BOUT中再次出場，對上巧·阿爾迪尼。然後幾乎未使用全力下就輕鬆擊敗巧，但卻被巧看穿小林似乎在害怕。最終輪在前菜部分對上創真。
畢業後，與瑛士一起到亞馬遜河捕獲稀有食材。畢業後，開始以海外為活動中心，但只要有空回來日本就會到四宮的SHINO'S東京分店幫忙。後續也擁有了自己的店面，作為所有者兼主廚，取得了WGO之星。6年後，接到了祕書子發來了創真決鬥的訊息，正巧與司瑛士、女木島東輔、茜久保桃、齋藤綜明一起擔任地獄集訓合宿的審查員，無法脫身。
女木島冬輔（Tōsuke Megishima，配音：楠大典（日本）；何志威（台灣））
遠月學園高等部三年級→畢業生(漫畫264)，曾任「遠月十傑」第三席。
身材高大魁武，長髮，帶著針線帽，內穿著寫有「RAME」的襯衫。外表看起來雖然讓後進們敬畏幾分，但其實心地是很和善的。加上不喜歡與人挑爭，所以被稱為「厭惡食戟的女木島」，不過也因為挑戰者實在太多，女木島逼不得已只好一一將他們各個擊退，卻因此得到十傑的地位。不過就算得到十傑的地位與身分，女木島仍然拒絕接受其他十傑的挑戰邀約，更遑論其他普通挑戰者，唯一破例的一次是接受創真的非正式挑戰賽(實則為教育晚輩)。
擅長料理為拉麵，為遠月學園裡的「拉麵大師」。經常拉著攤車四處修行，拯救經營不善的拉麵店，從無名小店到知名的名店都有。許多因當家主病倒或體力不能再勝任繼續掌杓，而第二代的能力還沒成熟到可以試著獨當一面的拉麵店都因為女木島的「拯救」起死回生，也使其接班人的能力提升，因此客源回流。所以女木島就被他們這些被拯救的店家尊稱為「少爺」，對女木島感激不盡。
沒有參與召開舉行決議任命薙切薊為新任總帥會議的提議案。少數不屬於薙切薊派系的十傑成員，被薊當成是異己，在其上任新任總帥得不久後開除十傑資格，空出来的席位将由薙切蓟选出。在晉級試驗開始前似乎和一色慧聯合。
在聯隊食戟將開始前拒絕創真的邀約加入團隊，於是創真和小惠親自的去造訪(當時女木島亦在北海道某處)，但被店主的繼承人和師傅們以為創真他們是中村薊一派的中樞機構。創真他們好不容易見到女木島並請求，卻被後者直接拒絕。於是創真利用激將法與女木島比拚拉麵，當然創真是屢戰屢敗，最後創真精力用盡而昏倒，但依舊不死心的比出進行再一次的手勢，讓觀戰的眾人於心不忍，而女木島也因為創真的真心真意所打動，終於加入不從組的團隊。
現在在終賽會場-禮文島與一色、久我、美作和創真等人會合，加入不從組的聯隊食戟隊列。於聯隊食戟中第一BOUT·第一組中出戰，迎戰現任的新十傑第五席的鏑木祥子，並以3:0的結果擊敗並秒殺了對方（並無描述比賽過程，只給出了勝負結果）。
然後繼續在聯隊食戟第二BOUT中出場，對上了第二席的小林龍膽。抽選比賽主題為辣椒，製作出以北非特有的哈里薩辣醬為靈感的非洲拉麵。仍以0:3的結果完敗但也成功讓小林龍膽陷入疲累之中。
畢業後，在法國的首都巴黎開設拉麵店。擁有了自己的店面，作為所有者兼主廚，取得了WGO之星。6年後，接到了祕書子發來了創真決鬥的訊息，正巧與司瑛士、茜久保桃、小林龍膽、齋藤綜明一起擔任地獄集訓合宿的審查員，無法脫身。
茜久保桃（Momo Akanegakubo，配音：釘宮理惠（日本）；張乃文（台灣））
遠月學園高等部三年級→畢業生(漫畫264)，曾任「遠月十傑」第四席 → 第三席（加入CENTRAL後）。
身材嬌小，有著動物垂耳般的髮型，隨身攜帶小猫絨毛玩偶（名字叫布奇）。每次料理的時候都會把玩偶的手扯下來當手套使用，一旦心情不好就會捏拉扯玩偶，於第204話CENTRAL與反叛者地碰面中更被綜明用當作保管學生證的容器。
平時不易使人感覺和善，且據說要與她面對面正常的說話，至少要一個月以上，在跟陌生人見面的一瞬間雖然很怕生，但其實是熟悉對方一段時間後就相當喜愛說話的一個人。會害怕搭飛機，北海道晉級試驗時相當的任性，不肯搭機，最後還是被綜明帶上了飛機。與齋藤綜明關係良好，常與齋藤綜明一起行動，會一起下將棋，稱呼綜明為「綜棉」。
為遠月學園裡的第一蛋糕師「點心匠人」。於學園祭篇看出擅長「甜點」的製作，是以西點、蛋糕為主的專家，憑著細膩的技巧和華麗的視覺美感，如今擁有十傑這個位置。
在聯隊食戟篇中告訴了創真們，自己本身喜歡可愛的東西，而食物中最可愛的就是甜點，所以才成為了糕點師，而且因為同樣理由，有在稱呼別人時會在名字尾端加上可愛的字眼的習慣。據一色表示他在十傑評議會時就有發現，當小桃學姊以可愛化的姓名稱呼對方時，其實就是小看對方的意思，覺得對方比自己低下而已。
在原作漫畫中的紅葉狩會中並無任何發言，然後在「OAD動畫－遠月十傑」中增加了戲份，被龍膽要求製作茶點楓糖蛋糕，與此藉機讓一年級生品嘗過後了解到十傑是什麼樣的價值存在的廚師，有著與一般廚師絕對力量的差距。
在學園祭臨山區域第一天及第五天排名第1。在學園祭篇的最後得知，聯合司、小林、齋藤、紀之國、叡山等人提議，召開舉行決議任命薙切薊為新任總帥的會議，加入了「中樞美食機關（CENTRAL）」。
參與了「狩獵殘黨」行列，後於第1輪的D組，端出用巧克力包覆的棋盤蛋糕，以3:0完封「巧克力研究會」主將，令使該社遭到解散。並似乎對一色設計的規則感到相當討厭。並且在漫畫第157話中，黑木場與楠連太郎的比賽中試吃了楠連太郎的料理而爆衣了。
於升級考試第三次試驗的十傑對戰CENTRAL反叛者之戰對上水戶郁魅並將其輕鬆擊敗完勝，將其退學。
在終賽會場-禮文島代表中樞美食機關與反叛者進行聯隊食戟，並於第二天聯隊食戟第三BOUT中出場，對上田所惠，抽選比賽主題為蘋果。完成的作品有如花籃，是以大馬士革玫瑰(茜久保最喜歡的花朵)精煉出來的玫瑰甜露和蜂蜜漿做成的蘋果塔，並在聯隊食戟中戰勝對手田所惠，但卻認同其實力的稱呼了對方全名。
第二天聯隊食戟中，由於中樞美食機關選手只剩下三人，於是於第四BOUT再度出場，對戰前十杰第十席的薙切繪里奈，以黑糖為主題，加入醬油提升甜味的層次做成奶油內餡，塗抹在蛋糕皮後捲成生乳瑞士捲，佐以難度極高的拉糖做為裝飾。最終遭到薙切繪里奈以3:0擊敗，為中樞美食機關的高順位十傑當中當中第二位被擊敗的。
畢業後，擁有了自己的店面，作為所有者兼主廚，取得了WGO之星。6年後，接到了祕書子發來了創真決鬥的訊息，正巧與司瑛士、女木島冬輔、小林龍膽、齋藤綜明一起擔任地獄集訓合宿的審查員，無法脫身。
齋藤綜明（Sōmei Saitō，配音：小西克幸（日本）；鈕凱暘（台灣））
遠月學園高等部三年級→畢業生(漫畫264)，曾任「遠月十傑」第五席 → 第四席（加入CENTRAL後）。
身材高大，留著莫霍克雙色髮型，帶耳環，鼻樑上有條深邃的傷疤，習慣將制服外套披在肩上，且不繫領帶。隨身攜帶著一把巨型刀器：勇魚斬(勇魚在日文，是鯨魚的另名)，整體有一種日本武士的風格，以鄙人自稱。似乎有些少言寡語。時常閉著雙眼。
與茜久保桃關係良好，常與茜久保桃一起行動，會一起下將棋，被小桃稱呼為「綜棉」。少數可以跟茜久保桃正常的說話的人，要求茜久保桃別太任性。當小桃任性時都會在旁校正幫助。對於小桃一旦心情不好就捏拉扯玩偶感到無奈。
為遠月學園的「天才壽司職人」。於學園祭篇看出擅長壽司的製作，在魚類的處理上非常遊刃有餘。相當堅信料理之路，所保持的態度是端出己身之最（端上自己最棒的菜品）。
在紅葉狩會中並無任何發言。在學園祭臨山區域第一天及第五天排名第6。在學園祭篇的最後得知，聯合司、小林、茜久保、紀之國、叡山等人提議，召開舉行決議任命薙切薊為新任總帥的會議，加入了「中樞美食機關（CENTRAL）」。
參與了「狩獵殘黨」行列，後於升級考試第三次試驗的十傑對戰CENTRAL反叛者之戰對上新戶緋沙子並將其輕鬆擊敗完勝，將其退學。在CENTRAL與學園的反叛者商談聯隊食戟的比賽規則與時間，便說明學生證是是歸屬遠月的象徵等同退學者們的‘命’，並加以保管在十傑們的小桃的玩偶中。
在終賽會場-禮文島代表中樞美食機關與反叛者進行聯隊食戟。觀看了一色的強悍爆發對決，給於一色的評價是為了後輩而戰而貫徹自身作風所展現的強大覺悟。然後在聯隊食戟第二BOUT中出場，對上了美作昴。抽選比賽主題為鮪魚（金槍魚）。比賽中美作昴竟順利將齋藤料理步驟模仿下來，在這樣的狀況下，一直沉默不語的齋藤也做出了驚人舉動。認為美作的複製確實厲害，不過認為在刀具方面美作無法比得過自己，秉承武士道精神的齋藤將自己的愛刀交給了美作讓他進行更完美的追蹤，完成品為「鮪魚十貫 小玉紅玉壽司」，其外表極為美麗，簡直堪稱是藝術品。最後仍以3:0完勝比賽，原因出於美作的刀工處理多劃幾道程序。
後於第二天聯隊食戟第三BOUT中再次出場，對上幸平創真，抽選比賽主題為奶油。製作料理為以奶油烹製海鮮，加上橙汁飯的珠玉奶油海鮮蓋飯。但由於幸平與隊友的輔助，製作出的稻荷壽司更為出色因此落敗。
從一色口中得中，過去綜明從小便與母親相依為命，他的家裡開著一間小規模的壽司店，母親是店內的主廚。在將綜明送到遠月學園就讀後，某天母親開心地告訴他自己將去一間知名壽司店學習技術，如此一來她就可以利用更加美味的壽司招攬更多顧客，甚至打造屬於自己的品牌。然而事與願違，那間壽司店的男性廚師們卻並不樂意將壽司技術教給女性，綜明的母親只能做各種體力活，並且從早到晚都無法進入廚房一步。重壓之下，母親不幸患病臥床，於是綜明決定憑借自己的力量為母親報仇，最終他利用自己的精湛技術成功鏟除了那些礙事的廚師。在此之後，綜明更是將所有阻攔自己的人悉數擊敗，如同武士揮刀一樣全殲敵軍。但是面對背負眾人執念的創真，卻因為信念有點動搖(回想與中村薊之對談)，敗在自己最擅長的壽司(創意稻荷壽司)上面，並承認創真亦是擁有武士道的廚師。為中樞美食機關的高順位(前五位)十傑當中第一位被擊敗的。
畢業後，回到本家的壽司店擔任主廚，預約甚至排滿至翌年的春天。擁有了自己的店面，作為所有者兼主廚，取得了WGO之星。6年後，接到了祕書子發來了創真決鬥的訊息，正巧與司瑛士、茜久保桃、小林龍膽、女木島冬輔一起擔任地獄集訓合宿的審查員，無法脫身。

### 第93屆學生
早津田充（配音：山下大輝（日本）；張乃文（台灣）；陳灝瑋（香港））
遠月學園新聞部記者，中等部三年級→高中部一年級(漫畫264)。隨身設備有相機、望遠鏡、錄音機。相當崇拜幸平，希望成為一名有擔當的新聞記者。

### 遠月學園OB
幸平城一郎（配音：小山力也（日本）；梁興昌（台灣）；雷霆（香港））
幸平餐館老闆，創真的父親，舊姓才波，幸平實為其妻子珠子的姓，38歲。別稱「流浪的廚師」，過去在世界各地許多高級名店展示過精湛的廚藝，不知為何突然從業界的前線中消失，是知曉他事蹟的行家眼中的傳奇人物。
高二時曾任第68屆「遠月十傑」第七席，高三時就任第69屆「遠月十傑」第二席。昔日亦住在極星寮303號房，並未從遠月畢業。在學期間被眾人給了許多外號：「天才」、「開拓者」、「強者」、「修羅」。
與創真一樣有著常把開發奇怪的料理塞給其他人吃的壞習慣，在學生時期，當時身為城一郎學妹的汐見潤就被當作白老鼠般來試驗新作的料理，造成了嚴重的心理創傷，所以不只對城一郎感到嚴重反感，連城一郎獨子的創真在初次見面時也被她厭惡。遠月時期時，即使在面對小角色的食戟也能若無其事地端出奇怪料理與新開發的料理給評審吃，因而敗給對手。最大的特色在於，料理中融入著來自世界各地不同的風格、味道和調理技術。
在某國的城鎮中重遇堂島銀，並且從堂島銀的電話對話中，得知薙切薊接任遠月茶寮料理學園總帥一事後，對其感到震驚。在學生時期，曾以武力擊退了無數次企圖摧毀極星寮的人。被薊的女兒繪里奈視為偶像。探望極星寮時為後輩上菜並指點廚藝，獲得後輩們的愛戴。並與創真進行491次父子比試且拿下勝利。於秋季選拔決賽前曾密會薙切仙左衛門，雖從後者口述得知兒子已經大有進步，但本人卻說其實不想讓創真入學的，是因為某兩人（仙左衛門和堂島銀）不斷的「纏」擾他才勉強同意創真入讀遠月。為逼中村薊接受創真等人的挑戰，親自與前總帥抵達曾經熟悉的老地方—北海道，讓中村薊終於接受這個「聯隊食戟」的挑戰。並準備替倖存下來的不從組展開特訓，當晚被兒子創真提及往事，過往之事將浮出檯面。
是極星寮的「黃金時代」中最強的成員，除了在極星寮對戰時的幾次敗績是敗給汐見潤之外，其餘皆是大勝。據堂島所說，在城一郎輟學之前，城一郎與堂島銀之間食戟的戰績是121戰101勝，沒當上第一席是因為品行惡劣，課堂出席記錄太差，和愛研發黑暗料理，且當上十傑後完全不理會該負責的工作。
被稱為「修羅」的原因是在學時期，獲邀參加「THE BLUE（世界青年料理人大賽）」，並用實力取得內定參賽名額，引起許多人的覬覦或不滿。其中「澤津橋」家的少爺率領同夥圍堵城一郎和堂島銀，出言不遜的要求與城一郎舉行食戟，想意圖羞辱城一郎等人。所以城一郎答應此挑釁，在「聯隊食戟」中單槍匹馬解決掉眾位挑戰者，不過城一郎從此在烹飪料理時完全沒有笑容，只有冷漠和冷笑，讓對手不寒而慄。也因為此戰，城一郎開始被稱為「修羅」。這場比賽之後開始讓中村薊逐漸出現敬畏城一郎的心理，不過城一郎在不久之後就輟學離開遠月，開始「周遊列國」，邊遊歷邊與當地的各個料理人互相比劃，直到與珠子結婚生下兒子創真之後才暫時留步於日本，從料理人的前線消失，直到創真長大後才又開始遠行，一年難得與家人碰面幾次。
堂島銀（配音：子安武人（日本）；梁興昌（台灣）；陳欣（香港））
遠月渡假村總料理長兼董事會成員，38歲。遠月第69屆畢業生，高二時曾任第68屆「遠月十傑」第六席，高三時就任「遠月十傑」第一席。
留著平頭的肌肉男，是遠月有史以來分數最高的畢業生，畢業後曾拒絕全國800間各大料理名店的邀請，選擇進入遠月渡假村工作而轟動一時，是所有畢業生的頂點，幸平也曾有一瞬間被他的氣魄嚇到。
在住宿研修期間破例舉辦幸平和田所與四宮比賽私下非正式的食戟，後來不但救了差點被退學的田所和創真，也讓料理技術在頂點停滯不前的四宮重新邁開步伐往前。過去與城一郎為同級生和極星寮的住宿生，至今每年仍會寄信和中元禮物到極星寮。發現創真為城一郎的兒子，因此對創真抱有很大的期待。與後輩四宮一樣，希望創真能成為「遠月十傑」之一。後來擔任秋季選拔準決賽與決賽的評審。
在某國的城鎮中，重遇幸平城一郎，並坦承多年來毫無城一郎的音訊，害怕哪天橫死街頭，擔心到坐立難安。從電話對話中，得知薙切薊接任遠月茶寮料理學園總帥一事後，對其感到震驚。在升級考試中，擔任創真V.S.葉山煌的主持人，雖對於創真有點擔心，但是見到創真突破自我困境的進步，內心非常欣慰。
稍後從倖存不從組的面前與前總帥、城一郎一起現身，逼迫後輩薙切(中村)薊接受創真的挑戰。在前往目的地的旅程中，對巧與田所抱歉利用他們來對付薙切(中村)薊，且對後兩人說出了城一郎當時過往的歷史。
海老澤理子
37歲，遠月第70屆畢業生，高二時曾任第69屆「遠月十傑」第四席。與堂島・才波同世代的學生，也是極星寮的成員之一。名字最早於本篇第34回的名簿上出現。後來於城一郎的回憶篇正式登場。
關守平（配音：間島淳司（日本）；梁興昌（台灣）；陳卓智（香港））
壽司店銀座日輪板長，遠月畢業生，眼睛細長的男性。住宿研修結束後曾邀請田所畢業後進入自己開的壽司店工作。為住宿進修第一天考試晚上的主考官，考題是替附近大學的體育相關學生製作牛排定食，一小時內必須製作50份否則予以退學。在四宮的東京SHINO'S試營運的最後一天，和其他畢業生一起到場捧場。
關守平的屆數在本作中沒有提到，在外傳作品《L'Etoile》中則提到是四宮、日向子、水原、梧桐田的前輩，在四宮畢業要去法國之前就已開店。
四宮小次郎（配音：中村悠一、小林由美子〈童年時期〉（日本）；李世揚、張乃文〈童年時期〉（台灣）；黃啟昌、黃昕瑜〈童年時期〉（香港））
29歲，遠月第79屆畢業生，曾任「遠月十傑」第一席。巴黎的法國料理店SHINO'S主廚。
戴著眼鏡的男性，是第一個獲得頒給該年中對法式料理貢獻最大的廚師的「普魯斯普爾勳章」的日本人。畢業之後單身去了法國，經過六年的修行後在巴黎開了店，並在法國激戰區中生存在最前線，成為了擁有自己店面的廚師。與偏重肉類料理的法式料理相比較，讓各種蔬菜散發出全新光芒的四宮的料理給全國美食家們帶來了衝擊。人們給這位日本來的廚師起了個充滿崇敬之情的綽號「Légumes（蔬菜料理）的魔術師」（レギュムの魔術師）。學生時期就經常因日向子的白目言論而出手教訓，常稱呼日向子為「笨女人」，不過兩人的關係倒是意外的不錯。
對料理有一定程度的神經質、吹毛求疵，要求員工完全按照食譜步驟處理，不能允許自己的食譜被他人隨意更動。在住宿研修的一開始，就因為一個學生用了刺鼻的髮膠而將其退學，理由是那味道會干擾料理的香味。
住宿研修第二天時，由於田所使用了食譜內容以外的食材而將她退學，被對此有所不滿的創真下了食戟挑戰。傍晚與創真和田所的非正式食戟中，被堂島點出料理因失去了奮鬥目標而已經陷入停滯不前的狀態，最後受田所的料理感化而取消退學的處分。
當初前往法國之初，雖是憑藉著傑出的才能成功開店，卻也引起旗下法國廚師們的忌妒。故意更動食譜，造成餐廳品質時好時壞，更使經營日漸困難。為了挽救，四宮狠下心開除不順從他的廚師，並堅持自己的食譜，連對員工都不信任的監督，不斷的緊繃著自己。堂島評言四宮是擁有過高的才能，讓他在還沒成熟到可以獨自開店時就完成目標，才會造成瓶頸。
住宿研修結束後決定回到法國繼續努力，朝著獲得三星評價的目標前進。遠月時期在義式料理中取得A+的成績，勝過擅長義式料理的水原冬美。回到法國後，就快獲得三星餐廳時四宮不顧他的贊助商法的反對，堅持在日本開設SHINO's TOKYO分店，在日本開設SHINO's TOKYO時，亦要要求派一個秋季選拔決賽的人到SHINO's TOKYO幫忙。入到決賽的創真因為實地研修而到四宮的餐廳進行研修，四宮在創真研修期間並沒有給予充分的建議，並深信創真能夠克服弱點，並提升創真的料理技巧。
創真實地研修最後一天，羅蘭·沙佩爾老師與眾畢業生以及四宮的媽媽來到SHINO's TOKYO分店品嚐四宮的料理，在這個時候創真問及四宮自己為什麼成為法國料理廚師的過去及原因。在實地研修的最後一天指導創真，創真後來稱他為「四宮師父」(這稱呼四宮本人不予承認)，四宮也非常期待他，鼓勵他成為十傑的首席。
在聯隊食戟第三輪，應所尊敬的堂島銀之邀，趁店休時來到北海道，幫助訓練田所惠，讓田所惠有能力迎戰茜久保桃。
成為第一個在巴黎奪得三顆星的日本人。司瑛士、小林龍膽在畢業後，分別以海外為活動中心，但只要回到日本就會到四宮的SHINO˙S東京分店幫忙。
家鄉在博多地區一帶，和母親談話時會使用當地特有的鄉音（台版中文配音則改為台灣國語，港版中文配音則改為帶有部分普通話或客家話口音的粵語）。
水原冬美（配音：川澄綾子（日本）；林美秀（台灣）；鄭麗麗（香港））
29歲，遠月第79屆畢業生，曾任「遠月十傑」第二席。義大利料理店Ristorante F主廚。
短髮個子瘦小的女性，平時面無表情。住宿研修結束後曾問過創真是否對義大利料理有興趣，似乎意圖於創真畢業後招聘。因時學生時期的義式料理分數輸給四宮，所以視他為競爭對手，說話對四宮非常苛薄，但其實對四宮有好感。
擔任秋季選拔準決賽的評審。在四宮的店東京SHINO'S試營運的最後一天晚上也有到店裡捧場。
乾日向子（配音：能登麻美子（日本）；詹雅菁（台灣）；梁少霞（香港））
28歲，遠月第80屆畢業生，曾任「遠月十傑」第二席。日本料理店霧屋主廚。
在校時被稱為「霧之女帝」（霧の女帝（きりのじょてい））的可怕廚師。雖然綁著馬尾、個性隨和的女性，但面對料理有著嚴謹冷傲的一面。從在校讀書的時期就很喜歡四宮，得知對方畢業要去法國非常傷心。常因為針對四宮的白目言論，而被四宮抓頭教訓，經常做口舌之爭，但實則非常在乎他。
似乎非常喜歡可愛的女孩，所以看上了田所。住宿研修結束後邀請田所畢業後來自己的料理店。阿爾迪尼兄弟、創真與田所住宿研修第一堂課題的審查者，原先答應評判創真與巧的比賽，後因其無法決定勝負而不了了之。在惠與四宮小次郎食戟（非正式）時力挺惠，給出500元硬幣支持，保住田所惠不被退學處理。
擔任秋季選拔準決賽的評審。在四宮開東京SHINO'S試營運的最後一天有和其他畢業生到場捧場，並向四宮抱怨說為什麼找創真不找她來幫忙。
多納托梧桐田（配音：近藤孝行（日本）；鈕凱暘（台灣）；麥皓豐（香港））
遠月第80屆畢業生。酒店Tesoro主廚，擅長法國料理。在四宮的東京SHINO'S試營運的最後一天，和其他畢業生一起到場捧場。
角崎多紀（其他譯名：角崎瀧，配音：小松未可子（日本）；林美秀 （台灣）；曾秀清（香港））
20歲，遠月第88屆畢業生，曾任「遠月十傑」第二席。西班牙料理店Taki‧Amarillo的主廚。擔任秋季選拔準決賽的評審。
綁著馬尾與帶著兇惡眼神的女性，實力堅強，畢業未滿兩年即自立門戶開了自己的店面，與木久知園果同被譽為“雖然年輕卻可以和專業星級廚師抗衡的怪物”。個性非常的S，對體罰有著相當的執著，對於美作的行為相當的不齒與鄙視，也很討厭木久知園果的巨乳。
木久知園果（配音：西明日香（日本）；張乃文（台灣）；劉惠雲（香港））
19歲，遠月第89屆畢業生，曾任「遠月十傑」第二席。西餐廳春果亭的主廚。擔任秋季選拔準決賽的評審。
留著長髮的女性，雖然個性柔弱但實力堅強，畢業未滿兩年即自立門戶開了自己的店面，與角崎多紀同被譽為“雖然年輕卻可以和專業星級廚師抗衡的怪物”。有著相當豐滿的巨乳，讓身為學姊的角崎多紀相當的忌妒。

### 遠月學園職員
薙切仙左衛門（配音：銀河萬丈（日本）；梁興昌（台灣）；招世亮（香港））
遠月茶寮料理學園前前任總帥，日本料理界的首領，右眼附近有切傷的疤痕，被稱為「食之魔王」。體力如同外表般已略差於全盛時期。薙切繪里奈與薙切愛麗絲的祖父（應該算是繪里奈的外公）。薙切繪里奈判定幸平創真入學不及格後，私下品嘗幸平創真的料理後把不及格取消，將創真正式入學遠月。
在秋之選拔時的演講還因為吸氣而嗆到，在秋之選拔賽決賽當任評審。在品嘗到非常好吃的料理時，會情不自禁的「衣襟綻裂」。在擔任秋季選拔評審期間往往能迅速道出連其他評審都無法立刻明白的菜色中所用食材，由此得以稍窺其料理人的實力。
在新任總帥會議中因十傑過半數同意提案，被迫退任學園總帥職位。幸平城一郎讓創真到遠月學園考試和入學是因為接到了仙左衛門的推薦。後來對創真道出了繪里奈的過去，並拜託創真拯救繪里奈。少數知道城一郎與創真是父子關係的教職人員之一。
與幸平城一郎是忘年之交，城一郎偶爾回國還會被拉去薙切家展現廚藝給仙左衛門及偶爾亂入的堂島一起享用。
大御堂富美緒（配音：橫尾真理、生天目仁美〈年輕時期〉（日本）；詹雅菁（台灣）；袁淑珍、劉惠雲〈年輕時期〉（香港））
遠月學園極星寮管理員的老婆婆，自稱「極星的聖母」，宿舍成員稱之為「極星的鬼婆」，年輕時是個美人。
在城一郎與銀的在學時期就擔任宿舍管理員，估計擔任這職位已有二十年。雖然脾氣有些古怪，且對新進的成員十分嚴格，但其實很照顧入住的學生，很多時候也會放任大家狂歡。少數知道城一郎與創真是父子關係的教職人員之一。
羅蘭·沙佩爾（配音：水島裕（日本）；李世揚（台灣）；翟耀輝（香港））
遠月學園法國料理部的主任兼講師。在校內講師中以嚴苛而出名，學生對他稱號為「不笑的廚師」。
在料理實習中因創真的料理而露出了笑容，並沒有更高評級權力的他只能夠給創真A級評價。在住宿研修時也有同行。創真在四宮小次郎的SHINO'S TOKYO最後一日實地研修時，他與眾畢業生到SHINO'S TOKYO品嚐四宮的法國料理。他對於四宮評價很好，以四宮作為自己的學生為榮。少数反對薙切薊的教師之一。
汐見潤（配音：高橋美佳子（日本）；張乃文（台灣）；林元春（香港））
遠月學園汐見研討會教授，香料界的權威。34歲，遠月學園第73屆畢業生，現為講師，也是遠月有史以來最年輕的教授。有著如同中學生的嬌小身材且面容年輕的女性，帶著眼鏡並綁著馬尾。主要負責高中部二年級的講課，教導香料方面的知識。面容從中學時期就沒有改變，本人則自稱這是常吃香料的效果。葉山煌曾提到，汐見潤也曾是遠月十傑之一。是極星寮黃金時代成員之一。少數知道城一郎與創真是父子關係的教職人員之一。
本身香料方面的知識相當豐富，因為這點讓她成為遠月史上最年輕的天才教授。日常生活做事卻笨手笨腳，會忘記澆水導致香料枯死，或把客人忘在一邊等事蹟，助手葉山給她的評價是「除了香料以外什麼都不會」。葉山都是直接稱呼她為「潤」，且被他責備時毫無反駁立場可言。
遠月的畢業生，也曾是極星寮黃金世代的成員之一，在銀和城一郎高二時期入學。因學生時期被城一郎當作白老鼠般的來試驗新作的料理，造成了她嚴重的心理創傷，所以不只對城一郎感到嚴重反感，連身為城一郎獨子的創真在初次見面時也被她厭惡。在學時期就已經常在製作咖哩方面的料理，且在大御堂的入宿考題中也是一次通過，就連銀都認為她是一支強大的潛力股。在擔任教授後，其新發表的香料栽種法和長期保存方法的發現成為她重要的實績。
因為收留並照顧葉山，葉山對她有著非比尋常的情感，也是葉山做料理的主要動力。
身材雖然嬌小，但是打人的力氣卻是十分的驚人，能將身材魁梧的學生直接一巴掌打到令其呆坐在地。過去城一郎、堂島、薊、海老澤等人都曾被汐見一巴掌打倒多次，後來的創真、田所、巧、勇等人都被打過。之後因為愛徒葉山因心思紊亂，加入薊陣營與創真對戰失敗，面臨退學情況，直接一巴掌將葉山打到呆坐在地上，葉山被打之後呆坐地上望著汐見，汐見繼續痛罵葉山，而後葉山終於醒悟過來，後悔自己的衝動。現在與城一郎、堂島在比賽會場的某個沒人注意到的角落觀看比賽。
宮里隆夫（配音：木島隆一（日本）；李世揚 （台灣）；翟耀輝（香港））
遠月學園宮里研討會教授，研究分析美食相關古典文獻，對研討會中身為一年級卻當上王牌的丸井善二的知識和實力有著相當高的評價。
西園和音（配音：東內麻里子（日本）；林美秀（台灣）；劉惠雲（香港））
遠月學園教務部職員，負責審查部分學生第一階段實地研修是否合格。
景浦久尚（配音：内匠靖明（日本）；鈕凱暘 （台灣）；李錦綸（香港））
遠月學園食戟管理局現任局長。黑髮，戴黑框眼鏡，不苟言笑卻穿著紋樣誇張花俏西裝的男性。

### 薙切國際科研組
薙切愛麗絲的父親以丹麥為根據地所成立的美食綜合研究機構。進行著基於分子食物理論的料理技術研究，善用各種最先進技術儀器，如同化學實驗般的進行料理。負責人是薙切愛麗絲的母親。薙切愛麗絲就讀遠月學園前，5歲到14歲期間一直待在此處學習。
薙切宗衛（配音：置鮎龍太郎（日本）；李世揚（台灣））
43歲，愛麗絲的父親，薙切蕾奧諾菈的夫婿，遠月學園前負責人薙切仙左衛門的兒子，繪里奈的伯父（應該算是舅舅）。遠月國際的創辦人，不過現在將經營權和負責權轉由妻子負責，自己成為對外簽約談判的顧問。
是晉級考試幸平創真V.S.葉山煌的三位評審之一。雖然看起來頗為嚴肅，並說會公平審判，就是面對女兒愛麗絲或被視為兒子的黑木場遼也一定是毫無私心的裁決，不過事實上是個笨蛋丈夫、笨蛋爸爸。
薙切蕾奧諾菈（配音：大原沙耶香（日本）；詹雅菁（台灣）；陸惠玲（香港））
愛麗絲的母親，丹麥人，在意年紀和稱呼。為遠月學園研究部門「薙切國際」負責人。統帥以最新科學手段引領美食學與分子料理界的遠月學術機關，日語能力極差。
為秋季選拔決賽主審之一，品嘗到極為美味的料理後，會情不自禁的「綻裂」，此時會以極為流暢的日語訴說著如同文章一般的說明與感想。對於女兒薙切愛麗絲輸給幸平創真感到吃驚，非常期待幸平創真的菜品。
蓓兒塔＆席拉（配音：田中愛美&千本木彩花（日本）；林美秀&張乃文（台灣））
15歲，是兩個天才少女，對於味覺和大腦感官水平出眾，因此被蕾奧諾菈延攬，成為研究員。不過還是孩子，因此被久我照紀懷疑是否有能力擔當評審，卻被此兩人吐嘈久我是矮冬瓜，因此與久我大鬧一番，不過稍微認識後卻又一起喝茶。
是晉級考試幸平創真V.S.葉山煌的三位評審之一，創真似乎認為這兩人不單純。起初兩人並不看好創真，在吃過創真的料理後，變得相當尊敬創真。

### 中樞美食機關
由新總帥薙切薊另闢的直屬總帥和十傑的組織「中樞美食機關(CENTRAL)」。
薙切薊（／ Azami Nakiri）
配音：速水獎（日本）；李世揚（台灣）
繪里奈與朝陽的父親，舊姓為「中村」。遠月第71屆畢業生，極星寮OB，曾任「遠月十傑」第三席（第69屆）→第一席（第70屆）。想把遠月學園糾正到原本應有的姿態，對於真正的美食有著非一般的執著，他主張美食應該像藝術一樣，因此是只有少數人能懂的，一般大眾吃的只是飼料。
原極星寮的住宿生，為黃金世代成員，實力在當時僅遜於城一郎和堂島銀。一直狂熱地崇拜城一郎，在看過城一郎單挑眾位挑戰者且完勝之後，從崇拜轉為敬畏，認為現今的料理界埋沒他，因此積極推行計劃。在城一郎離開遠月後，一度形同空殼，期間被朝陽的母親吸引。直到遇上了真凪後，才重拾對料理的熱情，之後二人相戀結婚。後來在妻子患上厭食症離家出走後，對女兒進行非人道的洗腦教育，而被仙左衛門趕出薙切家族。
透過現任遠月十傑等六人的聯合提議新任總帥的會議，成功接任學園總帥職位，上任後下令解散所有研究會，另闢直屬總帥和十傑的「中樞美食機關」。在叡山的假比賽被幸平顛覆後，開放各研究會以研究會的存亡為賭注，發動狩獵殘黨，但一色卻訂出完善的條款，成功確保比賽的公平。為要徹徹底底的把學校掌控，將矛頭對準反抗機關政策的學生，以為創真是最不願接受其教學方針的，想要在升級考試動手腳，意圖令創真等人不能順利通過測試。後來接受城一郎和反叛者發出「聯隊食戟」戰帖，而反叛者聯盟正式擊敗薙切薊政權，薙切薊則離開遠月學園。
相田肖恩（／）
配音：興津和幸（日本）；鈕凱暘（台灣）
薙切薊直屬的男秘書，曾向薊詢問不用將繪里奈帶回來中樞美食機關。
廣井
配音：勝生真沙子（日本）；張乃文（台灣）
遠月學園講師的壯年女性，所屬中樞美食機關。
遠藤
配音：上田燿司（日本）；梁興昌（台灣）
遠月學園講師的中年男性，所屬中樞美食機關。

## 遠月學園相關者

### 遠月渡假村
遠月學園的觀光部門在能眺望富士山、蘆之湖的名勝經營十數家飯店和旅館的合稱。負責人是學園畢業生堂島銀。
佐久間時彥（配音：大川透（日本）；何志威（台灣）；潘文柏（香港））
遠月渡假村的服務領班，戴眼鏡理背頭的中年男子。率領度假村的服務部門。
瀨名博巳（配音：松風雅也（日本）；鈕凱暘（台灣）；蘇強文（香港））
遠月渡假村副廚師長，被稱為堂島的左右手的年輕男子。擔任宿泊研修課題的審查員。
德藏、耕助、久作（配音：田中完、相馬康一、青山穰（日本）；李世揚、梁興昌、鈕凱暘（台灣）；黃子敬→梁志達、林國雄、陳永信（香港））
遠月渡假村合作的食材供應商，通稱「雞蛋的德藏」、「扁豆的耕助」、「天然起司的久作」。
宮野朱里（配音：高野麻里佳（日本）；林美秀（台灣）；黃昕瑜（香港））
遠月渡假村合作的食材供應商家族的小學四年級少女。

### 審查委員
藏木滋乃（配音：進藤尚美（日本）；詹雅菁（台灣）；沈小蘭（香港））
日本傳統料理店藏季的會長。在幸平創真與水戶郁魅的食戟中，擔任3位評審之一。對兩人的料理都頗為好評。曾在17歲那年擔當藏季的代理，擔任某場廚藝比賽的裁判，在那年親眼見到城一郎發揮部份實力來「戲耍」對手，於評判時品嘗過後判定城一郎獲勝。
尾藤良樹（配音：手塚弘道（日本）；李世揚（台灣）；李錦綸（香港））
日本黑毛和牛評論家。在幸平創真和水戶郁魅的食戟中，擔任3位評審之一。對兩人的料理都頗為好評。
岡本克典（配音：野瀨育二（日本）；鈕凱暘（台灣）；陳欣（香港））
電視節目「吃貨我最大」的製作人。在幸平創真與水戶郁魅的食戟中，擔任3位評審之一。對兩人的料理都頗為好評。
千俵夏芽（配音：日笠陽子（日本）；詹雅菁（台灣）；許盈（香港））
秋之選拔A組審查委員。咖哩界龍頭「HUB食品」CEO，千俵織江的雙胞胎姐姐，被稱為咖哩的女王大人。被葉山煌的優異才能吸引，曾試圖花大錢挖角，但被他本人拒絕。
千俵織江（配音：日笠陽子（日本）；林美秀（台灣）；劉惠雲（香港））
秋之選拔B組審查委員。咖哩界龍頭「HUB食品」COO，千俵夏芽的雙胞胎妹妹，喜歡一色慧。
喜多修治（配音：武虎（日本）；梁興昌（台灣）；蕭徽勇（香港））
秋之選拔B組審查委員。超一流的文化和財界人士，「喜多廚藝俱樂部」的主辦者。操著關西口音的豪放的肥胖男子。
安東伸吾（配音：竹本英史（日本）；李世揚（台灣）；梁志達（香港））
秋之選拔B組審查委員。飲食文化整體業務的隨筆作家。消瘦的身體以及神經質性格的眼鏡男。
港坂卷人（配音：家中宏（日本）；鈕凱暘（台灣）；蘇強文（香港））
秋之選拔A組審查委員。人氣電視節目執行製作人，作為審查員對於評價料理有著自己的價值觀。
香田茂之進（配音：梅津秀行（日本）；李世揚（台灣）；陳欣（香港））
秋之選拔A組審查委員。美食家。留著鬍子的瞇瞇眼男。
大泉柿之進（配音：小形滿（日本）；李世揚（台灣）；陳永信（香港））
和食興業會會長，常出現於食戟與秋季選拔賽的審查委員。
早乙女星周（配音：加藤將之（日本）；鈕凱暘（台灣）；陳卓智（香港））
日本美食協會理事，常出現於食戟與秋季選拔賽的審查委員。

### 實地研修職員
阿貝爾·布隆丹（配音：山下誠一郎（日本）；梁興昌（台灣）；李凱傑（香港））
法國料理餐德SHINO'S的副主廚，後來跟隨四宮到SHINO'S TOKYO，對他有一定程度的崇拜。起初對實習的創真可以和四宮聊得很開，有些忌妒，也不太看得起創真，在工作中會對他很嚴厲，但後來看到創真的努力以及進步，逐漸認同了他，會仔細教導他法國料理的一些技術。
高唯（配音：渡邊明乃（日本）；林美秀（台灣）；葉曉欣（香港））
法國料理餐德SHINO'S本店接待負責人、前肉類料理負責人。因為在2年間的新菜試作中只有一次被錄取，決定轉往第一線去接觸客人，來激發自己的靈感，同時仍不斷持續磨練廚師的技能。
露西·雨果（配音：新井里美（日本）；張乃文（台灣）；廖欣怡（香港））
法國料理餐德SHINO'S本店肉類料理負責人。
三田村衛（配音：川田紳司（日本）；李世揚（台灣）；梁偉德（香港））
幸平創真和新戶緋沙子第一次實地研修地點，三田村洋食第三代老闆兼主廚。

## WGO執行官
「世界美食家協會（World Gourmet Organization，簡稱「WGO」）」，是針對全世界餐館給予評價的機構，同時也是舉辦「Blue」大會以選出世界上最優秀廚師活動的主辦單位，每年都會出版發行一次書籍，該書籍被稱為「教典」。與米其林指南一樣，只要獲得WGO評鑑取得星級，該料理人名譽與日俱增，相對的，也有料理人因為失手而失去星級，最後失去自信，黯然停業，最高決策人為繪里奈的母親。
薙切真凪（／）
配音：坂本真綾（日本）；錢欣郁（台灣）
WGO特等執行官兼最高決策人，仙左衛門的女兒、繪里奈的親生母親。與繪里奈一樣，同樣擁有「神之舌」的能力，但之後因不明原因無法感受到味覺，所以不能食用正常的食物，需靠注射營養劑來維生。因此遠離家庭，在繪里奈還小時就離家，造成與女兒之間難以彌補的親情裂痕。所以母女間再次見面，兩人之間沒有任何的互動，只有近似針鋒相對的對話。
在「The Blue」中故意安排繪里奈進行地獄般的輪戰，意圖使繪里奈精疲力竭而退賽，但是繪里奈是越戰越勇，反而使真凪意外。
安（ an）
配音：堀江由衣（日本）；楊凱凱（台灣）
WGO一等執行官，負責輔佐特等執行官。具有東方面孔的美麗女性，看起來很年輕，年齡為二十多歲。擔任聯隊食戟的評審，初登場時手持厚重書簿，這些書被稱為「教典」，認為教典會對評審有所幫助，甚至把每年的「教典」都早已記載頭腦裡。酒量很差，不過喝醉的安各種感覺會比平時清醒狀態還靈敏數倍。
對於創真的態度一開始說明簡單戲弄創真，而接著現場觀眾痛罵他做的都是「B級食物」，繼續進行人身攻擊，但在安的命令下，會場人士瞬間安靜下來，隨後三位審查員宣誓會進行絕對公正的裁決，表示雖然幸平家的餐館連一顆星的評級都沒有，但這並不影響他今天將要端出料理的品質，而安更是對創真「寄予厚望」，期待他呈上來的料理。
是創真等人參加「The Blue」比賽的推薦人兼保證人，在賽程中與伊斯特華、沙隆等人暗中協助創真等人。
沙隆
配音：野島健兒（日本）；汪世瑋（台灣）
WGO二等執行官，瘦長體型的型男，與安同為來擔任聯隊食戟的評審。後來也在「BLUE」試驗的擔任評審。
伊斯特華（因斯特瓦爾）
配音：竹内良太（日本）；林谷珍（台灣）
WGO二等執行官，皮膚黝黑的紳士男子，蒂娜蜜絲的哥哥，與安同為來擔任聯隊食戟的評審。後來也在「BLUE」試驗的擔任評審。
黛蔻拉
配音：小林優（日本）；馬君珮（台灣）
WGO一等執行官，皮膚黝黑的年輕女子，擔任聯隊食戟第四戰後半段之後的評審。是訓練安的味覺，使她成為一等執行官的前輩。
克萊姬
配音：柚木涼香（日本）；李明幸（台灣）
WGO一等執行官，皮膚白皙的年輕女子，擔任聯隊食戟第四戰後半段之後的評審。是訓練安的味覺，使她成為一等執行官的前輩。
蘭特碧（蘭塔比）
配音：井口裕香（日本）；錢欣郁（台灣）
WGO二等執行官，一位貌似高中學生的年輕金髮女子，是「BLUE」試驗的評審，負責說明題目及審查。
杜朗香
配音：飛田展男（日本）；林谷珍（台灣）
WGO執行官，穿著紳士服裝的年老男子，是「BLUE」試驗的評審，負責說明題目及審查。
瑪丘麗特
配音：仲村香織（日本）；楊茲君（台灣）
WGO執行官，穿著修女服裝的年老女子，是「BLUE」試驗的評審，負責說明題目及審查。
艾索爾
配音：Lynn（日本）；朱憶華（台灣）
WGO執行官，穿著辦公室女職員服裝的女子，是「BLUE」試驗的評審，負責說明題目及審查。
蒂娜蜜絲
配音：藤原夏海（日本）；陶敏嫻（台灣）
WGO執行官，皮膚黝黑的女子，伊斯特華的妹妹，是「BLUE」試驗的評審，負責說明題目及審查。

## 深夜料理人
深夜料理人又稱「Noir」，被稱為是「裏」世界的廚師，專門參與一些政要暗中會面舉辦的聚餐、或地下舉辦的非法活動等不能請正經廚師的場合，並獲得了大量的利益。據說他們的成員都是遭到社會驅逐的不法之徒、或是不惜觸犯法律也要追求美味的無良廚師。
才波朝陽（／）
配音：福山潤（日本）；鈕凱暘（台灣）
深夜料理人之首，城一郎的養子，真實身分是薙切薊的兒子，繪里奈同父異母的兄長。在十年前與城一郎相遇，被對方收為弟子，也曾被對方視為唯一的弟子。在城一郎繼續遠行時贈送了他在遠月時期使用過的料理刀（城一郎當時用此刀稱霸各種比賽或挑戰），後來用此刀打敗了城一郎，雖然使城一郎驚訝和敗北，但是城一郎似乎仍然沒有用上全部的實力。
幕後指使他人在遠月學園鬧事，因此被城一郎找上和他比賽食戟，最終以5比0的比分打敗城一郎。擊敗城一郎後，以「鈴木」的名義混入遠月學園擔任臨時講師，並打算擊敗身為城一郎獨子的創真，以奪取對方的一切，再把該奉獻於自己料理女性的繪里奈娶為妻子。擅長使用從敗者手中奪來的廚具進行料理，絕招是「交錯之刃」。
參加「THE BLUE」大賽，正賽中擊敗司瑛士，奪走司的長磨刀。似乎意圖將與創真進行最後的對決。而後在準決賽與創真對上，一開始還挑釁創真，然而稍後當朝陽拿出城一郎過去的料理刀時，創真才開始變臉，不過這也成了創真能夠突破的點，最後被真凪評論「沒有自己的味道」而落敗。最後結果他在遠月學園的初中部教學，在學生裏十分受歡迎。
7年後，將自己的姓氏改為薙切，從深夜料理人組織中金盆洗手。在薙切薊向繪里奈述說完過去的真相後，繪里奈則發動手下找到朝陽，並表示希望能夠一家團聚。在遠月的初中部和高中部皆有擔任多糖烹飪課程的教師，目前已是人氣講師。6年後，薙切愛麗絲收到創真決鬥的訊息後，詢問是否有意願一同做評審，朝陽則表示那天有3堂課，無法前去。
莎琪
配音：櫻井浩美（日本）；詹雅菁（台灣）
深夜料理人，外號「軍曹」，朝陽的直屬部下。穿著軍裝的女子。隨身攜帶鏈鉅雕刻刀，特色料理是「武裝料理」，運用跟料理無關的道具製作極具破壞力的料理。相當尊敬才波朝陽，並稱呼他為大人。
參加「THE BLUE」大賽，正賽中在最後一道門中與創真進行第一場對決，後在第二場再度被創真擊敗。
唐·卡瑪
配音：津田健次郎（日本）；鈕凱暘（台灣）
深夜料理人，外號「紳士」，朝陽的直屬部下。紳士扮相的男子，但個性卻很陰險，是個變裝皇后，擁有一票姊妹，使用有內部有凹槽的手搖杯來進行調味、料理，特色料理是「杯子料理」。
參加「THE BLUE」大賽，正賽中與巧·阿爾迪尼對決，因為這場對決以團體賽形式進行，便使計綁架勇·阿爾迪尼，後來被巧跟創真組合打敗。
煌嘴汪（／）
配音：小林親弘（日本）；梁興昌（台灣）
深夜料理人，外號「Mr.Question」，朝陽的直屬部下。朝陽手下深夜料理人裡最難對付的一位，總是戴著面具的男子，家族是在中國南北朝時期就一直活躍在幕後的刺客一族；使用「墨劉爪」進行料理，特色料理是「毒物料理」。
參加「THE BLUE」大賽，正賽中與田所惠對決，但被其「中華風拼盤客飯」擊敗。
夕之介
深夜料理人，朝陽的直屬部下。帶眼鏡穿和服的男性。
庫羅德·維爾
深夜料理人，外號「赤黑行刑者」。使用能抽取食材血液的機器來轉化成高湯、調味料，特色料理是「血液料理」。在正賽開始前便被朝陽打敗並徵收廚具。
芭妮海爾
配音：井澤詩織（日本）；張乃文（台灣）
深夜料理人，外號「肆虐狂姬」。兔女郎扮相的女子，卻有著與扮相不符的強壯肌肉，使用斷頭台料理刀來進行烹調，特色料理是「暴虐料理」。在正賽開始前便被朝陽打敗並徵收廚具。
瑪甘達
配音：林大地（日本）；李世揚（台灣）
深夜料理人，「廚房小丑」。小丑扮相的男人。使用能合成球體的特殊鍋，可利用迴轉的離心力和內部的輻射烘烤功能來進行烹調，特色料理是「馬戲料理」。在正賽開始前便被朝陽打敗並徵收廚具。
湯米·利沃巴
配音：榎木淳彌（日本）；梁興昌（台灣）
深夜料理人，外號「火焰操縱者」。嬉皮扮相的男子，使用六個烤盤來進行烹調，特色料理是「炙烤料理」。在正賽開始前便被朝陽打敗並徵收廚具。
默納客
深夜料理人，外號「商人」，美式裝扮的男子，來自美國南方，擅長使用特別昂貴的食材來進行烹調，特色料理是「高級料理」。曾挑戰過田所惠家裡的旅館，被田所惠的「美國南部口味拼盤客飯」打敗。
時山兵五郎（／）
配音：土師孝也（日本）；梁興昌（台灣）
前深夜料理人，被委託擔任「The Blue」的考官。

## 其他角色
倉瀨真由美（／）
配音：加隈亞衣（日本）；林美秀（台灣）；成瑤孆（香港）
創真的青梅竹馬，留有棕褐色短发，褐色眼睛，二人似乎从幼儿园到國中就是同班同学，暗恋着幸平创真，很清楚創真對料理的興趣，也經常能品嘗創真做的各種料理，但是自己不太会做菜。高中上的是普通學校，因為變得和創真很少見面感到寂寞。创真也从很早开始就注意到了真由美，认为她“有很强的责任感”，得知这一点，仓濑真由美感觉自己似乎和幸平创真的距离“更近了一些”。
小金井亞紀（／）
配音：藤井幸代（日本）；張乃文（台灣）；張頌欣（香港）
創真國中時的同學，真由美的好友，因為真由美吃到創真料理的暈眩感到驚訝，同時也對寄予創真感情的真由美給予支持。
峰之崎八重子（／）
配音：千葉泉（日本）；林美秀（台灣）；劉惠雲（香港）
建設公司代表，她率領著前來拆遷幸平餐館的部下，並命令部下將店舖的食材浪費從而進行騷擾，最終由於創真利用僅有的手頭食材製作的絕品料理而被迫放棄。
二階堂圭明（／）
配音：古川慎（日本）；李世揚（台灣）；陳灝瑋（香港）
遠月學園的考生，家中經營法國餐廳，認為遠月學園不應該是幸平這樣的平民該來的地方。
富田友哉（／）
配音：川田紳司（日本）；鈕凱暘（台灣）；李致林（香港）
富田家便當店的第二代店長兼紫羅蘭大道商店街現任商店會長。
中百舌鳥絹（／）
配音：久川綾（日本）；詹雅菁（台灣）；陸惠玲（香港）
炸雞塊專賣店舌鳥屋的社長，在全日本油炸協議會有著連續3年獲得金獎的歷史上前無古人的首次的偉業。
幸平珠子（／ Tamako Yukihira）
配音：甲斐田裕子（日本）；張乃文（台灣）}}
創真的母親，已故（病因為先天性心臟病），是對創真影響深遠的人。城一郎的妻子，讓城一郎重拾料理熱情的人。在相處過程中，城一郎被珠子的料理熱情打動，兩人也開始相愛，之後結婚生下了創真。以前為不良少女，是幸平餐館前店主的女兒，卻不擅長廚藝，喜歡嘗試各種料理搭配，菜單上會有一道專門讓她任意發揮的隨意料理，偶爾能做出很美味的一道菜（炒飯）；即使如此，仍然能招來許多食客捧場。創真手上的頭巾也是她當初使用的。後在兒子上小學時因為心臟病去世。
幸平計量（／）
幸平餐館前店主，創真的外祖父、珠子的父親，71歲的老人。把店主之位讓給女婿城一郎後，繼續在廚房做輔助工作，其後在距離幸平餐館數個車站的老家隱居。